# 朱塞佩·加里波第
朱塞佩·马利亚·加里波底（義大利語：Giuseppe Maria Garibaldi，1807年7月4日—1882年6月2日），又译加里巴尔迪、加里波底，是一位意大利军事家、革命家、政治家和民族英雄。他在意大利历史中扮演了重要的角色。他献身于意大利统一运动，亲自领导了许多军事战役，被誉为“意大利统一的宝剑”。
加里波底在意大利复兴运动（统一运动）中是一位中心人物，因为他亲自指挥与参与了许多场战役，而这些战役最终导致了统一的意大利的形成。他通常是某一合法势力的代表。例如：他在1848年由米兰临时政府指派为将军，在1849年經罗马共和国战争部长指派为将军，以及在维托里奥·埃马努埃莱二世的赞同下，代表他领导了千人远征。
加里波底也有“两个世界的英雄”之稱，这是因为他在南美洲的巴西、乌拉圭等国和在欧洲都有军事活动。在当时的国际性传媒报道的推波助澜下，这些活动令他在意大利及海外赢得了重要的名声。在他那个时代，许多最伟大的知识分子，比如维克多·雨果、大仲马、乔治·桑，都对他钦佩有加。英国与美国对他帮助巨大，在他困难时，这两个国家都为他提供过财政与军事上的支持。
在加里波底的广为流传的故事里，他与红衫联系在一起。这是因为他的志愿兵们将红衫作为他们的制服。

## 早年

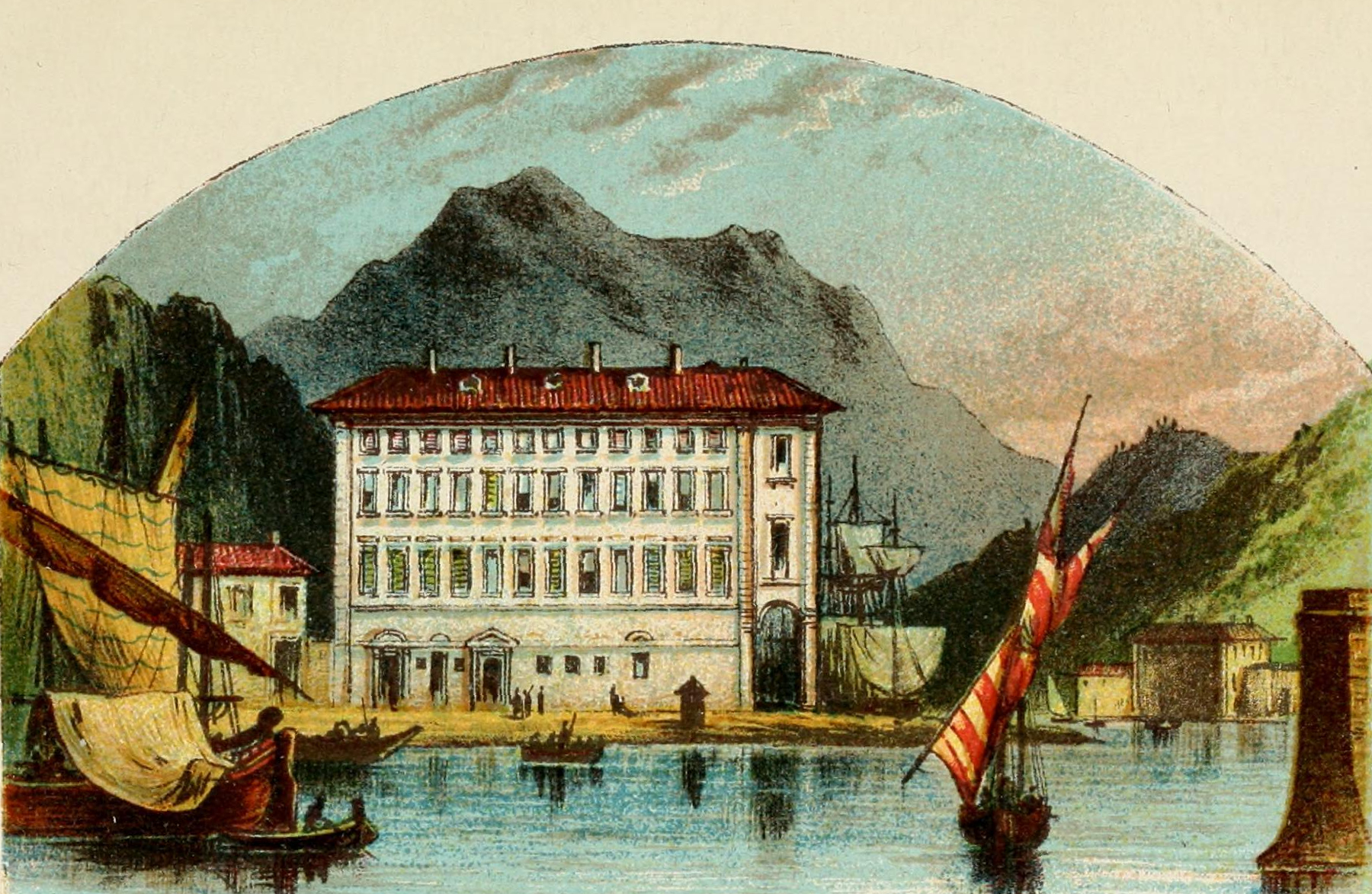
加里波第出生在尼斯的这座房子里。

朱塞佩·加里波底1807年7月4日出生在尼斯，父母为乔万尼·多梅尼科·加里波底（Giovanni Domenico Garibaldi）与玛利亚·萝莎·妮科莱塔·拉伊蒙多（Maria Rosa Nicoletta Raimondo）。朱塞佩·加里波第出生时，尼斯已经在1805年受到拿破仑法国吞并。在1814年，维也纳会议将尼斯还给了薩丁尼亞王国的维托里奥·埃马努埃莱一世。不过，在1860年，维托里奥·埃马努埃莱二世将尼斯伯国连同萨伏依一同割让给了法国，以感谢法国在意大利的统一战争中施以援手。
加里波底的家庭以海岸贸易为生，因此使他进入了海洋生活。他积极地参与尼斯意大利人共同体，并在1832年正式成为了一名商船队船长。
在1833年4月，他带着一船橙子，乘着“克洛林达号”（Clorinda）纵帆船，去了俄罗斯塔甘罗格。在港口的十日中，他遇到了来自奥内利亚的乔万尼·巴蒂斯塔·库内奥（Giovanni Battista Cuneo）。库内奥是一名在政治上活跃的移民，也是朱塞佩·马志尼的秘密的青年意大利（La Giovine Italia）运动的一员。马志尼是意大利统一运动的一名积极倡议者，主张通过政治与社会改革，使意大利成为一个开明的共和国。加里波第加入了这个社团并宣誓要奉献自己，为了从奥地利的支配之下解放与统一祖国而奋斗。

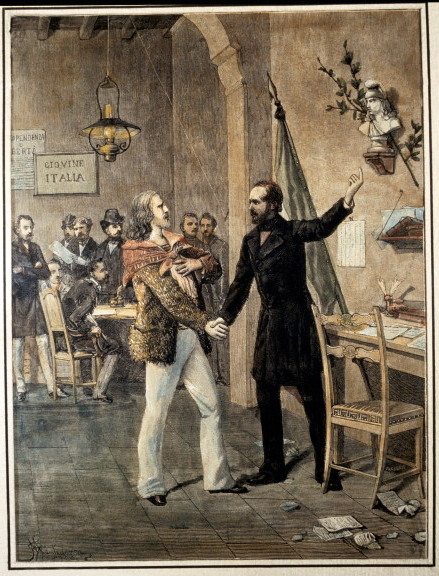
加里波第与马志尼的首次会面。

在1833年的11月间，加里波底第在日内瓦遇到了马志尼。他与马志尼开始了一段长期的关系，并且这段关系之后成为了麻烦。他加入了烧炭党革命社团，并于1834年2月在皮埃蒙特参与了一场失败的马志尼党人的叛乱。热那亚的一座法院在缺席审判中给他判处了死刑，而他穿越了边境，逃到了马赛。

## 南美洲时期

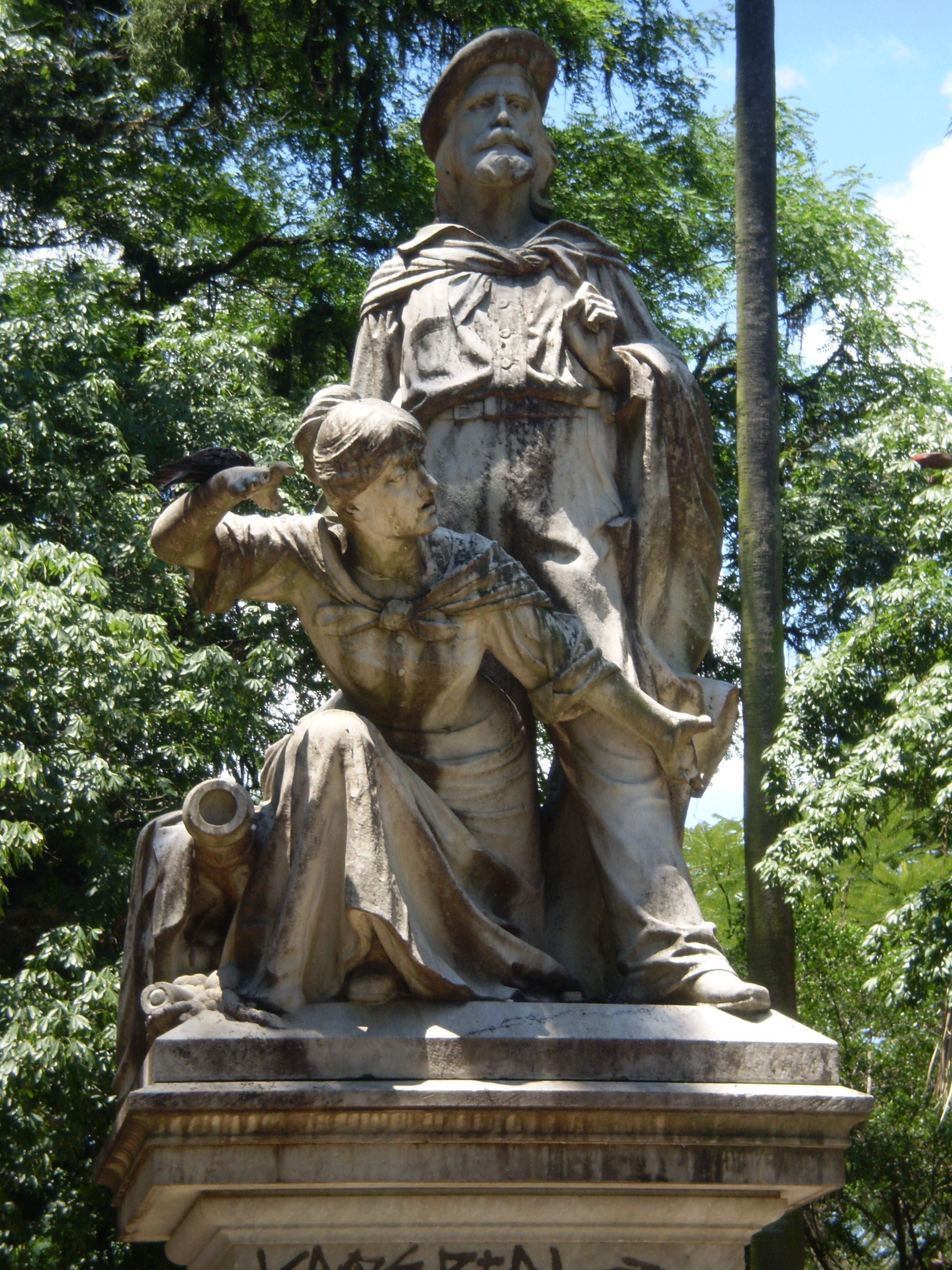
巴西阿雷格里港阿泽尼亚地区（Azenha）加里波第广场上的加里波第与阿妮塔的纪念塑像。

加里波底先是航行到了突尼斯，最后才抵达了巴西帝国。到了巴西之后，他加入了里奥-格兰德共和国的事业。里奥-格兰德当时正企图从巴西分裂出去，加里波第加入了当地大地主的造反，反抗这个刚刚独立的巴西帝国。这场运动叫作“破衫汉战争”，造反者们叫作“破衫汉”（Ragamuffin）。在这场战争期间，他遇到了安娜·里贝罗（即“阿妮塔”，“安娜”在意大利叫作“阿妮塔”）。在1839年10月，当“破衫汉”们准备宣布将巴西的圣卡塔琳娜州宣布为又一个共和国时，她加入了加里波底，登上了他的船只“帕尔多河”号，并在因比图巴（Imbituba）和拉古纳（Laguna）的战役中与加里波底并肩作战。
在1841年，加里波底与阿妮塔移居到了乌拉圭蒙得维的亚，加里波底开始作为商人与教师在当地工作。他们二人在第二年于当地结婚。他们有四个孩子——梅诺蒂（Menotti，1840年生），萝西塔（Rosita，1843年生），特蕾西塔（Teresita，1846年生），里乔蒂（Ricciotti，1847年生）。阿妮塔是位熟练的女骑手，据说她曾教过朱塞佩巴西南部与乌拉圭的牧人文化。在这段时期，朱塞佩正式确立了他的标志服装：红衫、南美洲斗篷、墨西哥帽。这些都是当地牧人的常见穿着。

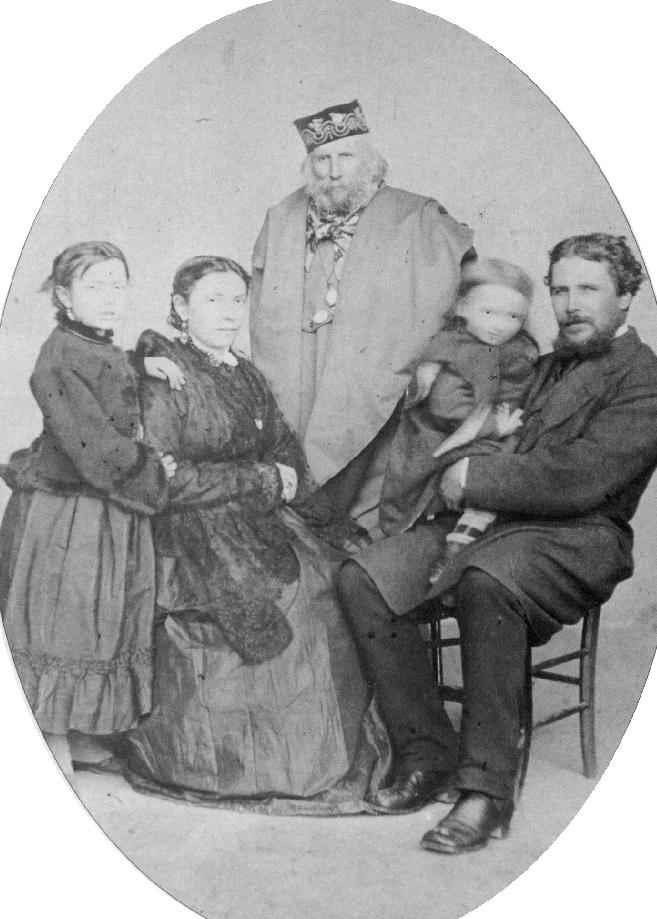
1875年的朱塞佩·加里波第。照片中人从左到右依次还有：女儿克莱莉娅（Clelia）、妻子弗兰切丝卡·阿尔莫西诺、孙子曼廖（Manlio）、儿子梅诺蒂。

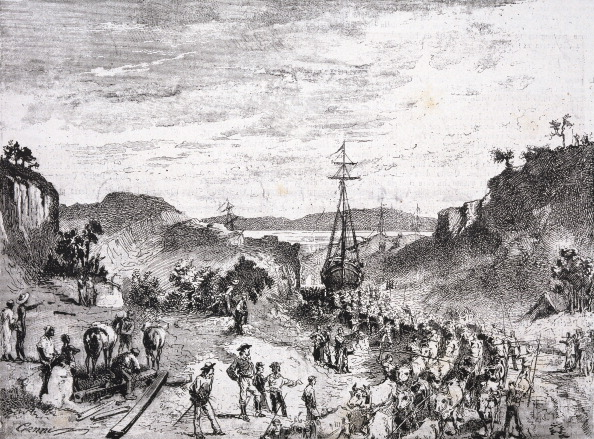
破衫汉战争期间，加里波第和他的伙计们将小船从洛斯帕托斯（Los Patos）咸水湖运输到特拉曼达伊（Tramandahy）湖。

在1842年，加里波底接管了乌拉圭舰队的指挥权并为乌拉圭内战招募了一支“意大利军团”。他将他的部队与乌拉圭红党和一元党结为一个阵营。其中乌拉圭红党的领导人是弗鲁克托索·里韦拉，不过他曾经支持过巴西人占领乌拉圭。他们的这个阵营致力于反抗乌拉圭前总统马努埃尔·奥里韦的乌拉圭白党和布宜诺斯艾利斯的胡安·马努埃尔·德·罗萨斯元首统治下的阿根廷联邦的军队。在他们的斗争中，他们得到了英、法两个帝国的支持。

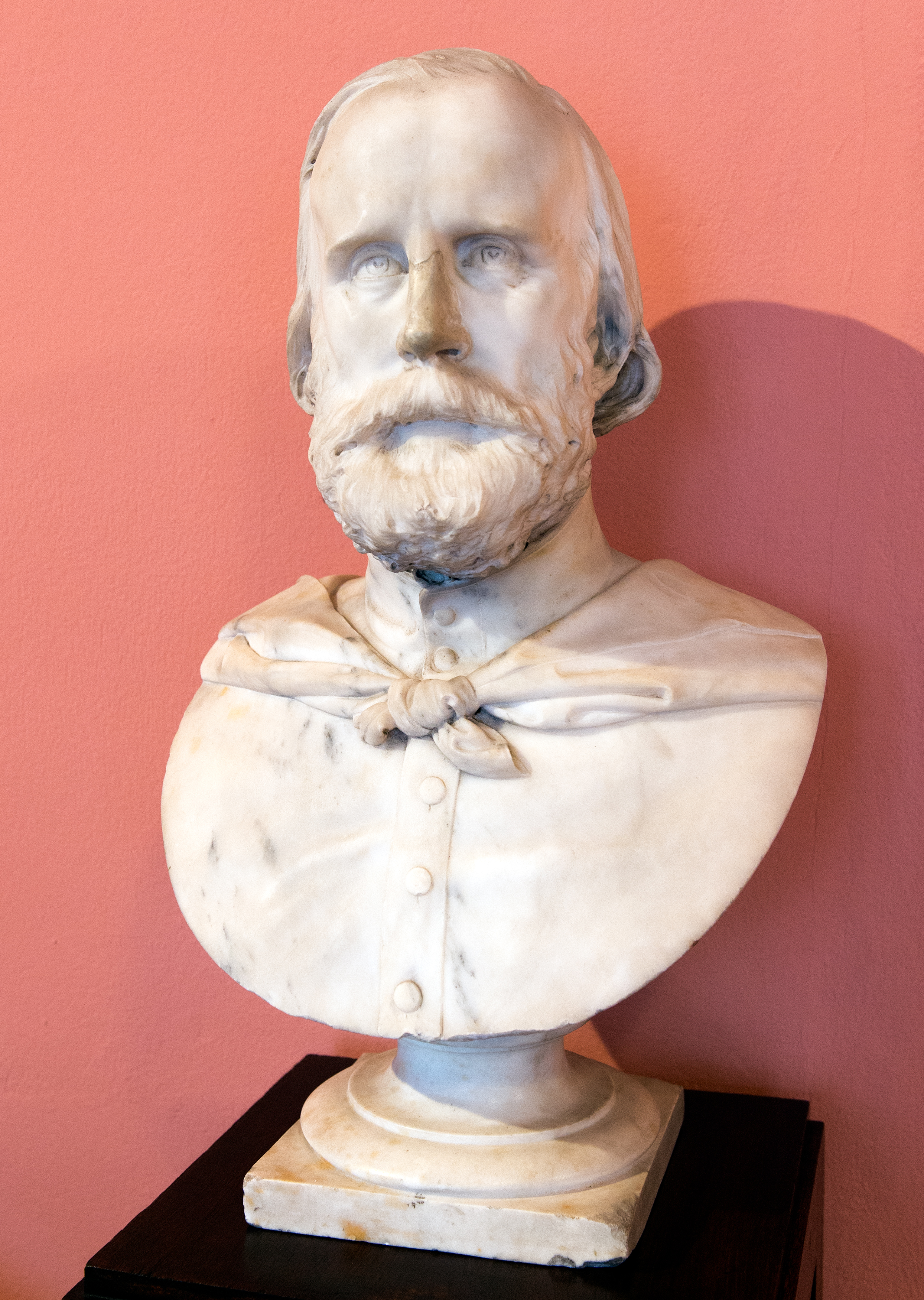
朱塞佩·加里波第雕像，作者不明。坐落于乌拉圭蒙得维的亚国家历史博物馆朱塞佩·加里波第厅。

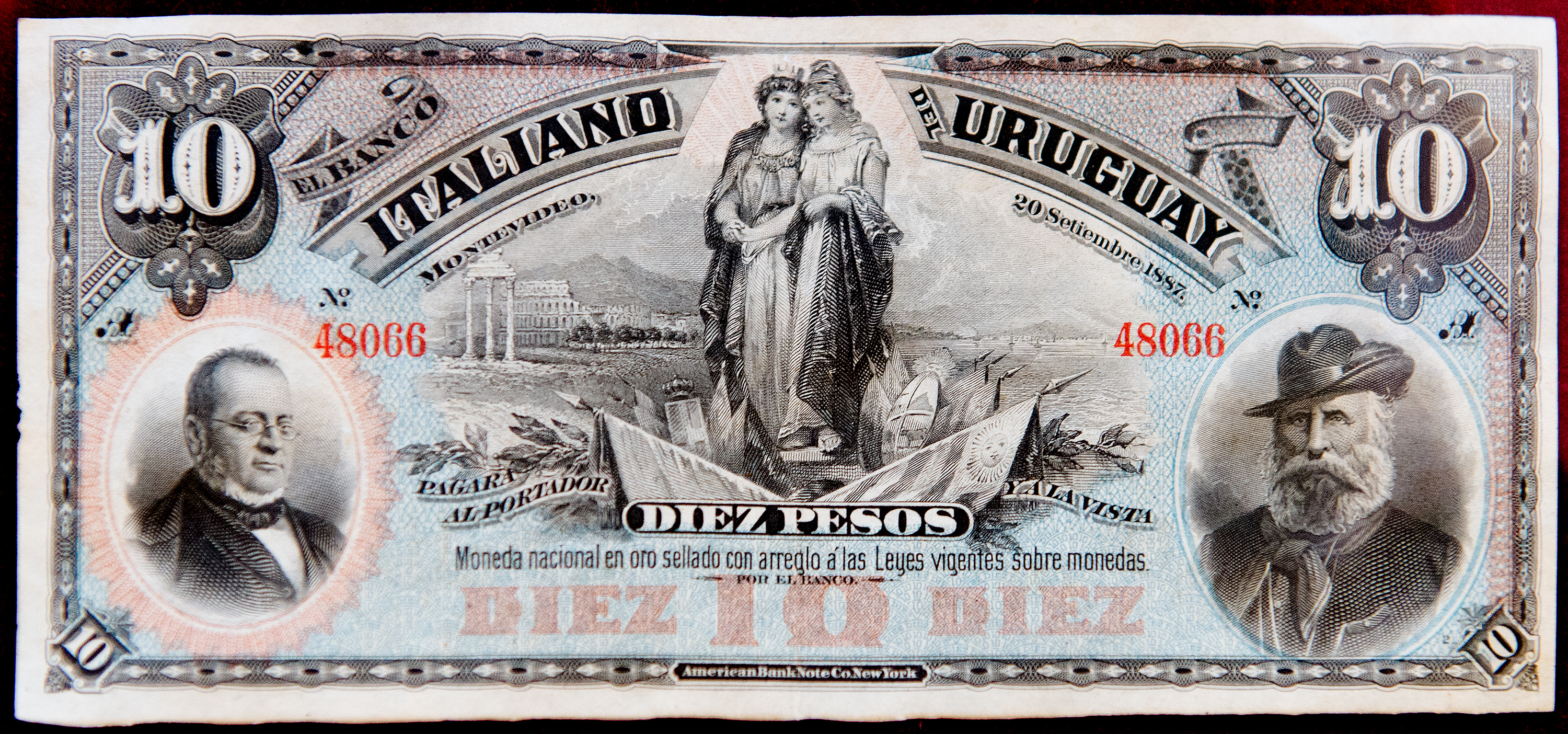
带有加里波第像的十比索钞票，1887年印制于乌拉圭。出自乌拉圭蒙得维的亚国家历史博物馆朱塞佩·加里波第厅。

意大利军团采用了黑旗来作为旗帜。黑旗表示了意大利正在悲伤之中。这面黑旗的中部有一座火山，它则标志了他们祖国的潜在的能量。尽管那个时代没有人提到过这支军团就是在乌拉圭首次穿着红衫的，但是流行的历史便是如此声称的，并说蒙得维的亚有一家工厂打算把那些红衫出口到阿根廷的屠宰场，而他们就是从这家工厂获得这些红衫的。这些红衫成为了加里波第和他的追随者们的标志。在1842年到1848年间，加里波底抵御了奥里韦率领的部队，保卫了蒙得维的亚。

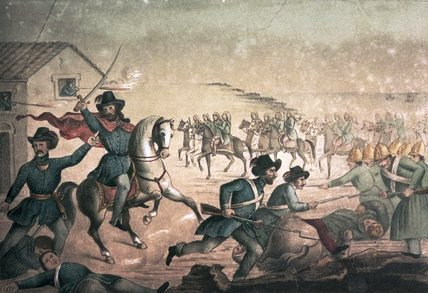
1846年，加里波第参与了的乌拉圭圣安东尼奥战役。

在1845年，加里波底在英法封锁拉普拉塔河期间设法占领了科洛尼亚-德尔萨克拉门托与马丁·加西亚岛，并指挥了一场对瓜莱瓜伊丘的有争议的劫掠。在1846年，通过采取游击战术，他在塞罗（Cerro）和圣安东尼奥-德尔桑托（San Antonio del Santo）的战役中收获了两场胜利。

不过，加里波底不断地关心着祖国的命运。在1846年，庇护九世教皇的选举在国内的和流亡的意大利爱国者们中间导致了一场轰动。庇护九世最初的改革看起来像是要确认他就是温琴佐·焦贝尔蒂所预言的那位公允的教皇，而焦贝尔蒂当时正领导着意大利的统一。当这些改革的消息传到了蒙得维的亚，加里波底给教皇写了如下一封信：
如果这些用来战斗的手会得到陛下接受，那么我们将万分感激地奉献它们来侍奉陛下。陛下是全体基督教徒和整个国家的陛下，理应受此良好侍奉。如若我们和我们的同伴们可以为了保护庇护九世陛下的救赎事业而獲准流血的话，那么在我们以陛下的名义讲话之时，我们一定将会充满了喜悦。——(1847年10月12日)
流亡中的马志尼也为庇护九世早期的改革喝彩。在1847年，加里波底在里约热内卢向教廷大使贝迪尼（Bedini）提议，将他的意大利军团用来解放意大利半岛。之后，1848年1月巴勒莫爆发了革命的消息，以及意大利别的地方的革命运动的消息鼓舞了加里波底带领他的军团中的六十名成员返回祖国。

## 返回意大利与第二次流亡

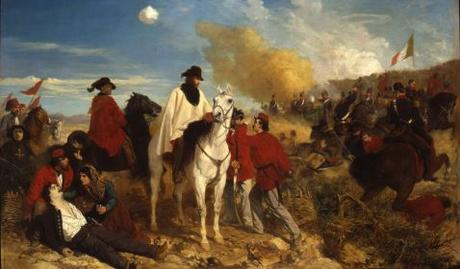
罗马之围中的朱塞佩·加里波第。

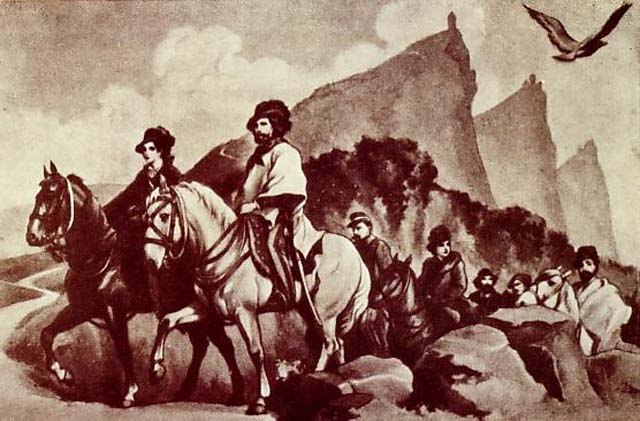
朱塞佩·加里波第与阿妮塔·加里波第逃往圣马力诺。

加里波底在1848年革命的骚乱中返回到了意大利，并开始为薩丁尼亞-皮埃蒙特王国的卡洛·阿尔贝托效力。这位君主在性格意向上是显得有些开明的，但是在对待加里波底时，却顯得冷淡並保持怀疑。加里波底与他的追随者们由于受到了皮埃蒙特人的冷落，因此便穿越边境，去了伦巴第，为造反反抗奥地利人的占领的米兰临时政府提供援助。在接下来的失败的第一次意大利独立战争的过程中，他率领他的军团在卢伊诺和莫拉佐内取得了两场小胜利。
在皮埃蒙特人于诺瓦拉遭受了决定性的失败（1849年3月23日）之后，加里波底转移到了罗马，开始支持这个刚刚在教皇国内宣布成立的共和国，而路易·拿破仑（未来的拿破仑三世）派来的一支法国军队则扬言要颠覆它。在马志尼的起义中，加里波底负责指挥保卫罗马。在韦莱特里附近的战斗中，阿基莱·坎托尼救了他一命。后来坎托尼在门塔纳战役期间（1867年）牺牲后，加里波底写下了小说《志愿兵坎托尼》（Cantoni il volontario）。
在1849年4月30日，加里波底麾下的共和军以少胜多地击败了法国军队。随后，法国的援军抵达，对罗马的围攻从6月1日开始了。尽管共和军做出了抵抗，但是法国人还是在6月29日取得了胜利。在6月30日，罗马人们开会并在议会中讨论了三个选项：一个是投降，一个是继续进行巷战，还有一个是撤离罗马，并在亚平宁的山地继续抵抗。加里波底发表了一篇演讲来支持第三个选项，并说：我们在，罗马就在。（Dovunque saremo, colà sarà Roma.）
一份停战协定在7月1日簽定，而加里波底於在7月2日带着4000人的部队撤出了罗马。法国军队于7月3日进入了罗马，重新确立了圣座的世俗权力。奥地利、法国、西班牙、拿坡里的军队對加里波第与他的部队進行了搜寻。他们逃往北方，打算去威尼斯。当时威尼斯人仍然在抵抗奥地利人的围攻。在一场史诗般的行军之后，加里波第在圣马力诺求得了短暂的庇护，而当时追随他的人只有250名了。在撤退期间，怀着第五个孩子的阿妮塔在科马基奥附近死于了疟疾。

### 美洲与太平洋
加里波底最终设法抵达了拉斯佩齐亚附近的韦内雷港，但是皮埃蒙特政府迫使他再次移居国外。
加里波底去了丹吉尔，并与意大利富商弗兰切斯科·卡尔帕内托（Francesco Carpanetto）待在一起。卡尔帕内托建议加里波底与他的一些伙伴们筹措资金以购买一艘商船，之后由加里波底来指挥商船。加里波底觉得自己的政治目标此刻是无法达到的，并且这么做至少能养活自己，所以就同意了。
要买的那艘船在美国，所以加里波底于1850年7月30日抵达了纽约。他在那里和许多意大利人朋友们待在一起，其中包括一些流亡的革命者。不过，购买船只的资金仍然不足。

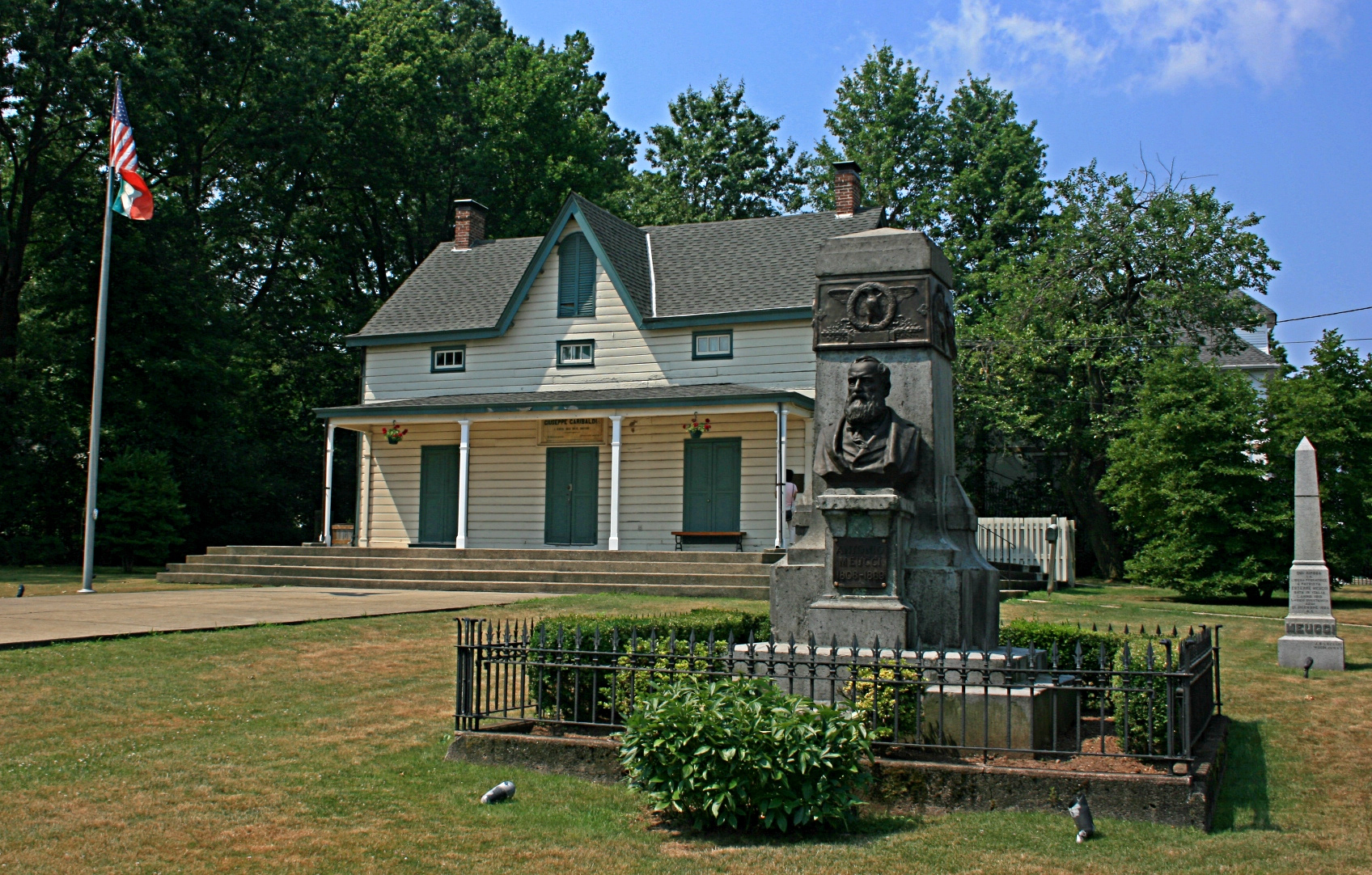
史泰登岛罗斯班克 (史泰登岛)的加里波第-梅乌奇博物馆是加里波第在纽约期间所居住的地方。

发明家安东尼奥·梅乌奇雇用了加里波底在他的位于史泰登岛的蜡烛厂工作。史泰登岛上的他所待过的小屋列入美国《国家史迹名录》并作为加里波第纪念馆（又名“加里波底-梅乌奇博物馆”）而受到保护。
加里波底并不满足于此。在1851年4月，他和他的朋友卡尔帕内托离开了纽约，前往中美洲。当时卡尔帕内托正在中美洲确立他的买卖事业。他们先去了尼加拉瓜，之后又去了这个地区别的地方。加里波底是作为卡尔帕内托的一名同伴陪伴着他，而不是作为一名商务伙伴。当时加里波底使用的名字是朱塞佩·帕内（Giuseppe Pane,“帕内”正好是“卡尔帕内托”中的一部分）。
卡尔帕内托与加里波底装了一船的货物，于1851年年底抵达了秘鲁利马。在经过派塔时，加里波底拜访了安第斯革命女英雄玛努埃拉·萨恩斯。
加里波底在利马很受欢迎。当地的一名叫作彼得罗·德内格里（Pietro Denegri）的意大利商人将自己的船只“卡门号”（Carmen）交给了他指挥，以进行一场穿越太平洋的贸易远航。加里波底带着“卡门号”到了钦查群岛以装载鸟粪。之后在1852年1月10日，他离开了秘鲁，于1852年4月抵达了中国广州。
在顺便航行去了厦门与马尼拉之后，加里波底带着“卡门号”经过了印度洋和南太平洋，又回到了秘鲁。这一路上他完全经过了澳大利亚的南海岸，并在巴斯海峡参观了三圆丘岛。
加里波底之后带着“卡门号”进行了第二次远航：带着羊毛和智利的铜，经过合恩角，前往美国。加里波底抵达了波士顿，并前去了纽约。在纽约，由于在财政意见上的不和，他收到了德内格里一封不友善的信，之後主動辞掉了自己的指挥权。
另一位意大利人，菲加里（Figari）船长，刚好来到纽约购买船只。他雇用了加里波底来带着他的船去欧洲。菲加里与加里波底在巴尔的摩买下了“联邦号”（Commonwealth），加里波底于1853年11月最后一次离开了纽约。他带着“联邦号”到了伦敦，之后沿着泰恩河到了纽卡斯尔以补给煤。

### 泰恩赛德
“联邦号”于1854年3月21日抵达了泰恩賽德。当时加里波底已经是泰恩赛德的一位家喻户晓的人物，他受到了当地工人们的热情欢迎，然而《纽卡斯尔新闻》（Newcastle Courant）则报道说他拒绝了与当地的要人们共同就餐之请。他在泰恩赛德的泰恩茅斯待了一个多月，在1854年4月底离开。在他逗留期间，他獲贈一把刻有题词的剑。在后来的布尔战争中，他的孙子朱塞佩二世·加里波第就是带着这把剑，作为一名志愿兵在英军中服役。他之后去了热那亚，并且于1854年5月10日在那里结束他的五年流亡生涯。

## 第二次意大利独立战争

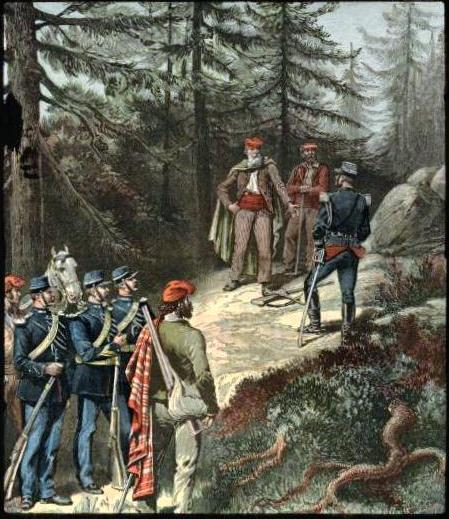
加里波第在阿尔卑斯山。

加里波底在1854年再次返回到了意大利。使用死去的兄弟的遗产，他买下了半个卡普雷拉島（撒丁岛以北），开始从事农业。在1859年，第二次意大利独立战争（又叫薩奥战争）在薩丁尼亞政府的内部阴谋之中爆发了。加里波底升为少将，并组建了一支名叫“阿尔卑斯猎人”（Cacciatori delle Alpi）的志愿部队。至此，加里波底摈弃了马志尼的解放意大利的共和理想，认为只有皮埃蒙特的君主政体才能有效地实现意大利的解放。
加里波底率领他的志愿者们，在瓦雷泽、科莫，及其他的地方赢得了对奥地利人的胜利。
不过，加里波底对割让他的家乡尼斯给法国人，以酬谢他们的重要的军事援助很不高兴。在1860年4月，加里波第作为位于都灵的皮埃蒙特国会中的尼斯代表激烈地攻击了加富尔首相割让尼斯和尼斯伯国给法国皇帝路易·拿破仑。在接下来的岁月里，加里波底（和其他的热烈的意大利尼斯人）发起了收复他的“尼扎”的意大利民族统一运动，甚至还引发过暴乱（1872年）。

## 1860年的军事活动

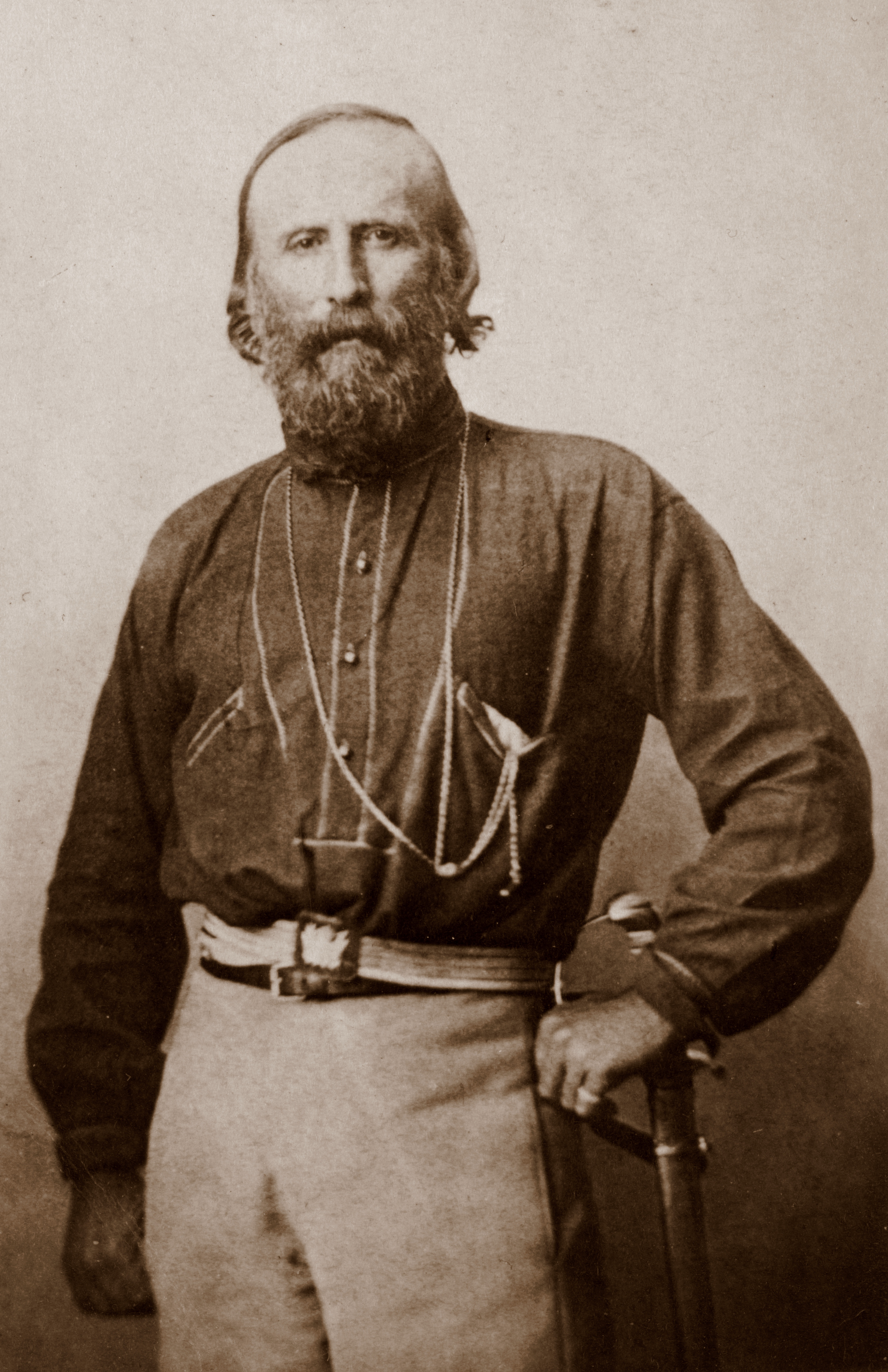
1861年的加里波底

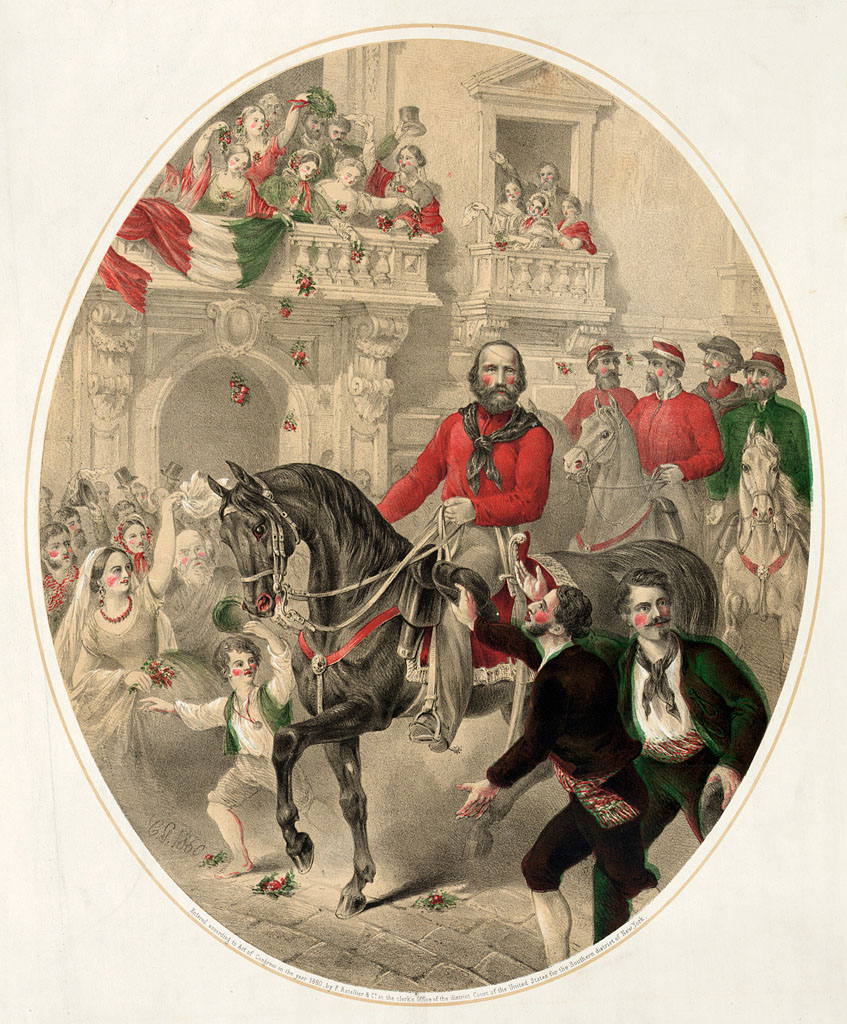
人民欢庆朱塞佩·加里波第骑马进入拿坡里，1860年9月7日。

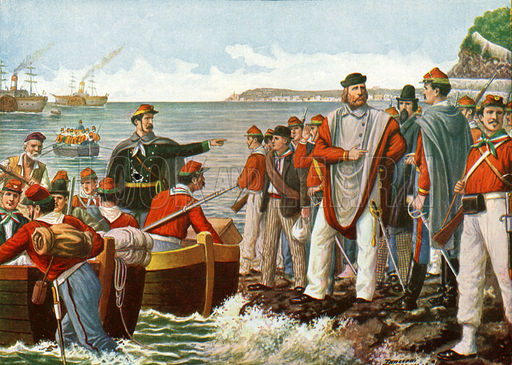
1860年，加里波第出发去进行千人远征。

在1860年1月24日，加里波底娶了朱塞皮娜·拉伊蒙迪（Giuseppina Raimondi），一位18岁的伦巴第贵妇。不过，婚礼一结束，她就告诉了加里波底她正怀着另一个男人的孩子，而加里波底在当天就离开了她。
在1860年4月初，两西西里王国的墨西拿和巴勒莫的起义为加底波第提供了机遇。他集结了大约一千名志愿者——稱作“千人队”（I Mille），而更广为流传的名字是：红衫军——乘坐两艘分别叫作“皮埃蒙特号”（Piemonte）和“伦巴第人号”（Lombardo）的船，于5月5日夜离开了热那亚，并于5月11日在西西里岛最西端的马尔萨拉登陆。

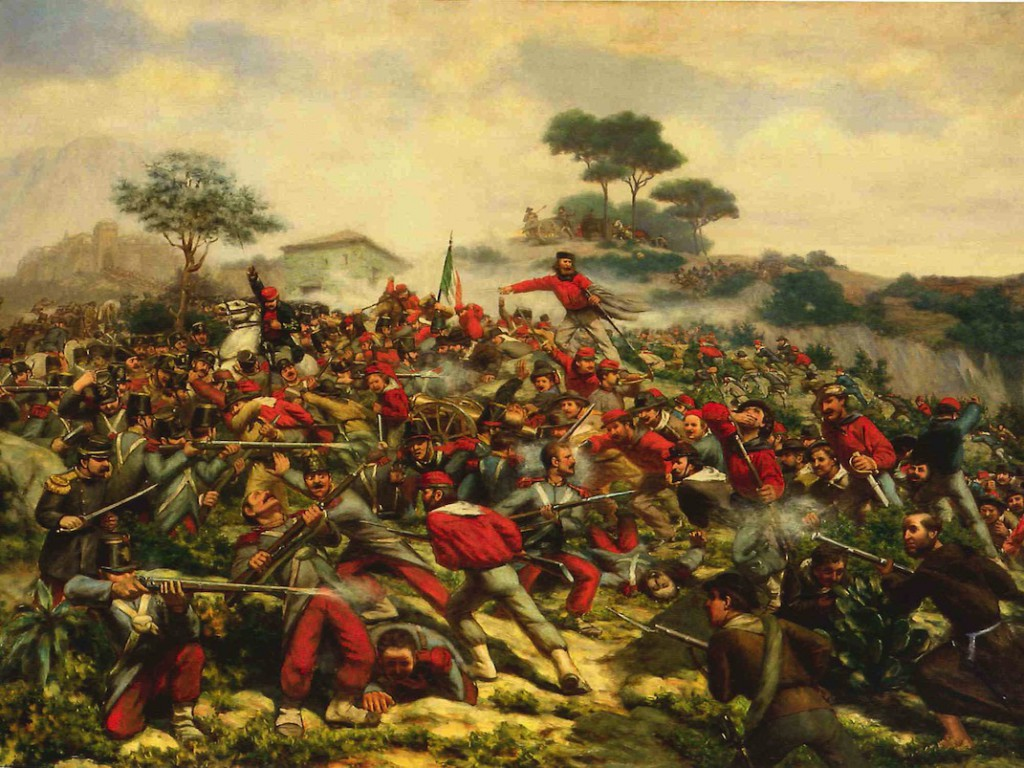
卡拉塔菲米战役。

加里波底靠当地的零散的造反者团伙来壮大自己的军队的队列。在5月15日，他率领800名志愿兵战胜了卡拉塔菲米山上的1500人的敌军。他使用反常的战术，用刺刀朝山上冲锋。他看见了敌人所在的这座山丘是成梯状的，而这些梯状地带的平台将会保护前进的战士们。尽管和接下来的在巴勒莫、米拉佐（Milazzo）、沃尔图诺（Volturno）三地发生的冲突比起来，这场战斗显得很小，但是就确立加里波底在这座岛屿的势力而言，它却是决定性的。有一个真伪不明却很逼真的故事说，加里波底对他的中尉尼诺·比克肖（Nino Bixio）说：“我们在这里要么成就意大利，要么就死。”（Qui si fa l'Italia o si muore.）事实上，拿坡里军队的指挥很差，并且大多数的高级军官都已经接受收买。次日，加里波底以意大利的维托里奥·埃马努埃莱二世的名义宣布自己为西西里岛的独裁者。他进军到这座岛屿的首府巴勒莫，并在5月27日发动了攻城。他得到了许多当地居民的支持。这些居民们也揭竿而起，反抗当地驻军，但是在他们夺取这座城市之前，援军便抵达了，并且将这座城市几乎轰炸成了废墟。与此同时，一位英国舰队司令也介入了并促成了休战。凭借这次休战，两西西里王家部队与战船放弃了这座城市并离开了。谢泼德·B·克拉夫（Shepard B. Clough）等历史学家们认为加里波底的千人队是一群学生、独立自治的工匠，以及其他的职业行家们，而非农民。西西里农民给予支持与爱国精神无关，只是因为他们憎恨剥削他们的地主和压迫他们的拿坡里官员们。加里波底本人对于社会革命没有兴趣。他反而还曾与西西里地主们结盟来反抗参与暴乱的农民们。
加里波底赢得了一场非凡的胜利。他得到了遍及全球的名望和意大利人们的恭维。人们非常相信他的非凡本领，以至于拿坡里的宫廷充斥著怀疑、困惑、惊慌之情。六个星期后，他进军到了岛屿东部，开始与墨西拿对抗，并在米拉佐赢得了一场残酷而艰难的战斗。到了7月底，只有当地的那座要塞仍在抵抗了。

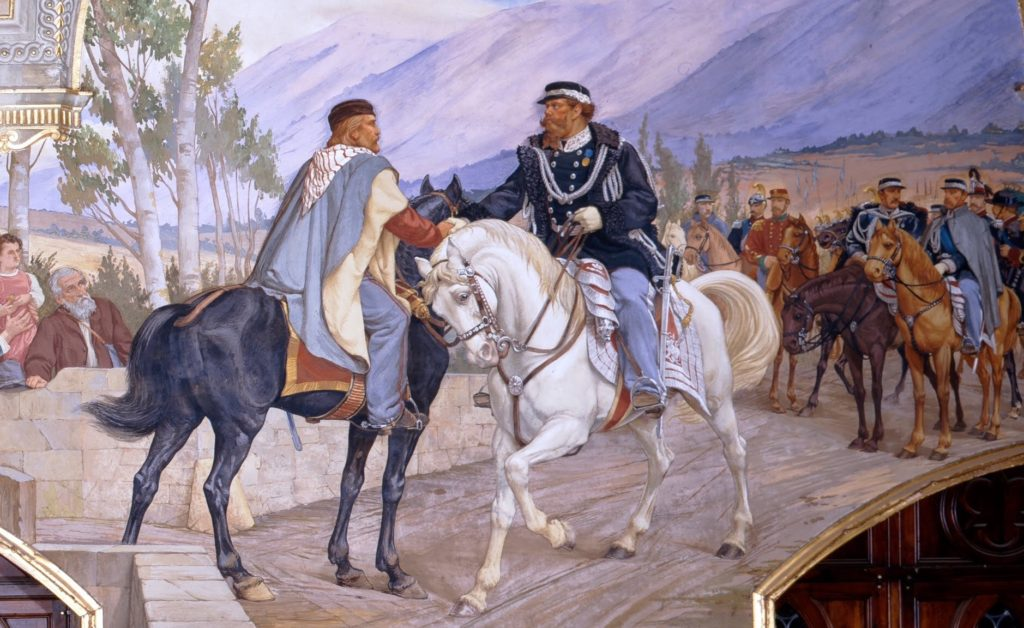
1860年10月26日，朱塞佩·加里波第与维托里奥·伊曼紐二世在泰阿诺的桥上会师。加里波第的这身南美人打扮是为了纪念亡妻阿妮塔。

征服了西西里岛之后，加里波底在英国皇家海军的帮助下越过了墨西拿海峡，并向北进军。加里波底一路上遇到的庆祝比抵抗更多。在9月7日，他坐火车进入了首都拿坡里城。尽管夺取了拿坡里，但是他还没有击败拿坡里军队。加里波底的志愿军有24000人，在9月30日的沃尔图诺战役中，他们无法决定性地击败重新组织的拿坡里军队（大约25000人）。这是加里波底打过的最大的一场战役，但是皮埃蒙特军队的到来有效地决定了其结局。这之后，加里波底的向罗马进军计划受到了皮埃蒙特人的危及。严格来说，皮埃蒙特人是他的盟友，但是他们不愿意冒险与法国开战，而当时法国军队正保护着教皇。（皮埃蒙特人在南下与加里波底会师时，征服了教皇的大多数的领土，但是他们故意避开了其首都，罗马。）加里波底选择将他在南方获取的所有领土交给皮埃蒙特人并回到卡普雷拉暂时退隐。现代的一些历史学家认为他将自己的战果交给皮埃蒙特人是政治上的一场失败，但是他看起来是愿意见到意大利在皮埃蒙特的王冠之下统一。加里波底与维托里奥·伊曼紐二世在泰阿诺会师是意大利现代史上最重要的事件，但是却有着很受争论的疑点，以至于会师的确切地点都是不能肯定的。

## 千人远征之后

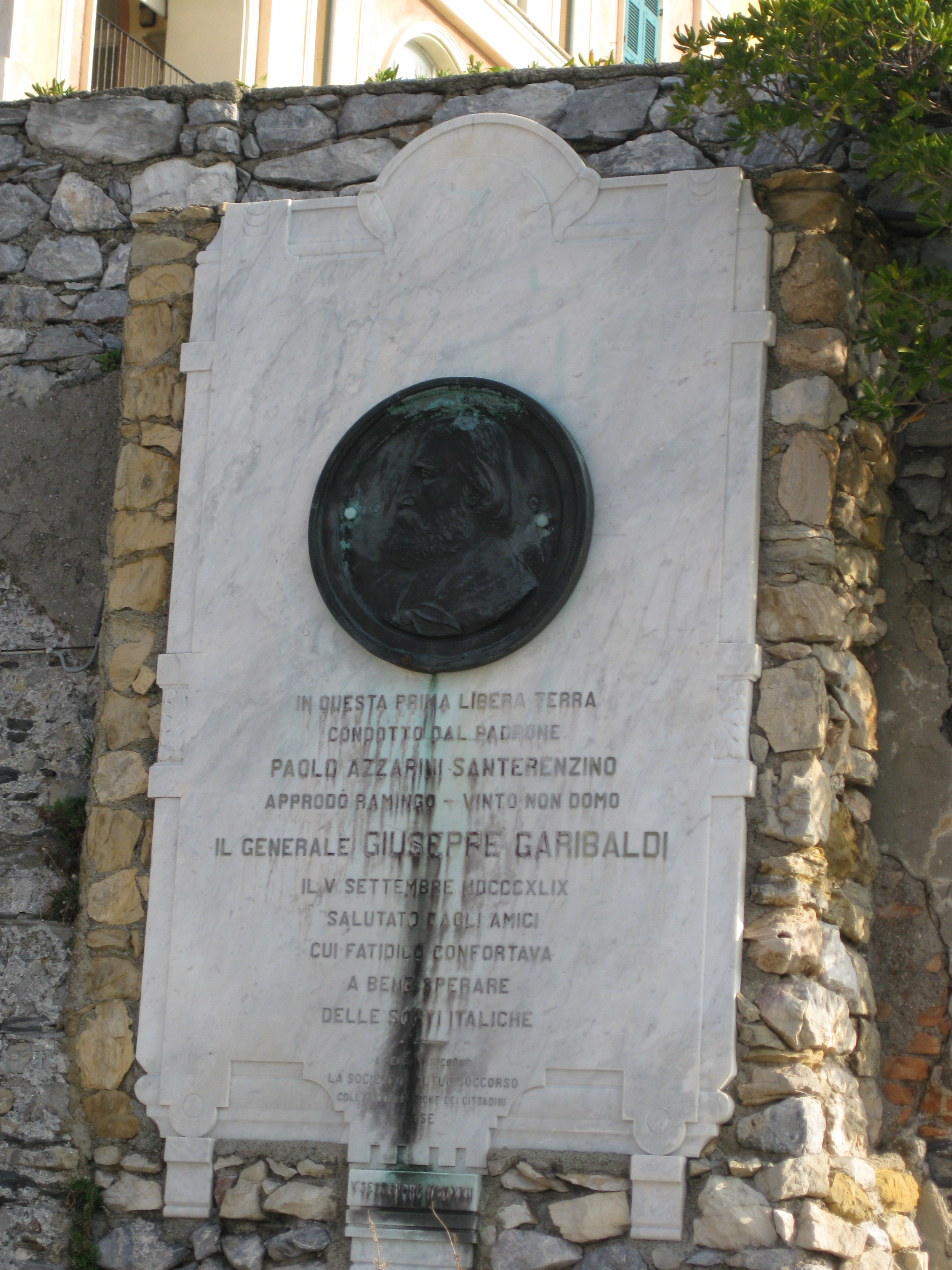
意大利韦内雷港的加里波第纪念碑。

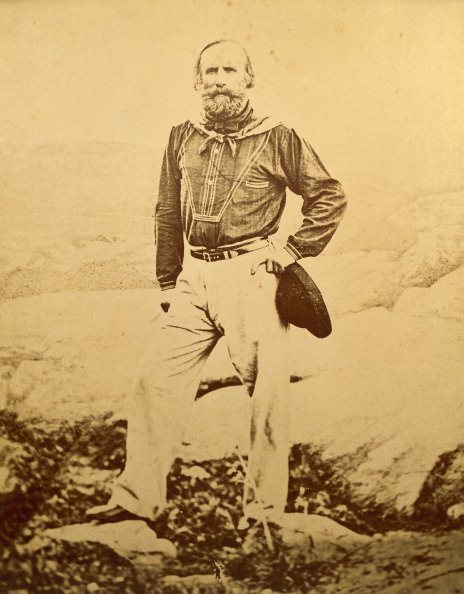
朱塞佩·加里波第在撒丁王国卡普雷拉岛。

加里波底深深不喜欢薩丁尼亞王国的首相，加富尔伯爵卡米洛·本索，他甚至完全不信任加富尔的独断和现实政治，但是这也有他的个人原因，那就是之前用他的家乡尼斯来和法国人做交易。另一方面，他觉得受到皮埃蒙特的君主所吸引。在他看来，皮埃蒙特君主是由解放意大利天命所选中的。在1860年10月26日，在他与维托里奥·埃马努埃莱二世在泰阿诺的著名会师中，他称呼对方为意大利的国王并与之握手。加里波第在11月7日与这位国王并肩进入拿坡里，之后拒绝接受对他的付出的任何奖励，并退隐到多岩石的卡普雷拉岛。
在当年的10月5日，加里波底便建立国际军团。这支军团融合不同国家的师：法国师、波兰师、瑞士师、德国师，以及其他国家的师。他们的目标不只是结束意大利的解放事业，还要结束他们自己祖国的解放事业。他们的座右铭是“从阿尔卑斯山解放到亚得里亚海”。这一场统一运动将矛头对准罗马和威尼斯。马志尼对君主政府的永存不满，并继续鼓动建立一个共和国，而加里波底对国王的无为感到灰心，并且对察觉到的冷落發怒，因此他组织一场新冒险。这一次，他的目标是与教皇国较量。
在美国南北战争爆发时（1861年），加里波底自愿为亚伯拉罕·林肯总统效力。在1861年7月17日，通过国务卿威廉·亨利·苏厄德给美国驻布鲁塞尔公使亨利·谢尔顿·桑福德的一封信，加里波底在北军中獲授少將階級。在1861年9月18日，桑福德给苏厄德寄去如下的回复：
他（加里波底）说，为美国的事业，他热烈渴望做的，并且唯一能效劳的方式，就是当军队总司令。只有这样他才肯去，并且还要有额外附加的权力——按情况决定——宣告废除奴隶制；没有第一项，他将几乎没有作用，而没有第二项，这场内战对全世界来说就会显得几乎没有重要性或者赞同感。
根据意大利历史学家佩塔科（Petacco）所言：“加里波底已经准备好接受林肯在1862年的提议，但他有一个条件：这场战争的目标得是宣布废除奴隶制。可在当时，林肯还不愿意做这样的声明，以免他恶化一场农业危机。”在1863年8月6日，在《解放黑人奴隶宣言》发布之后，加里波底写信给林肯：“后世将会称呼您为伟大的解放者，这个头衔能够比任何王冠更令人羡慕，能够比任何仅仅属于世俗的财宝更伟大。”

## 远征罗马
主条目：阿斯普罗蒙特战役

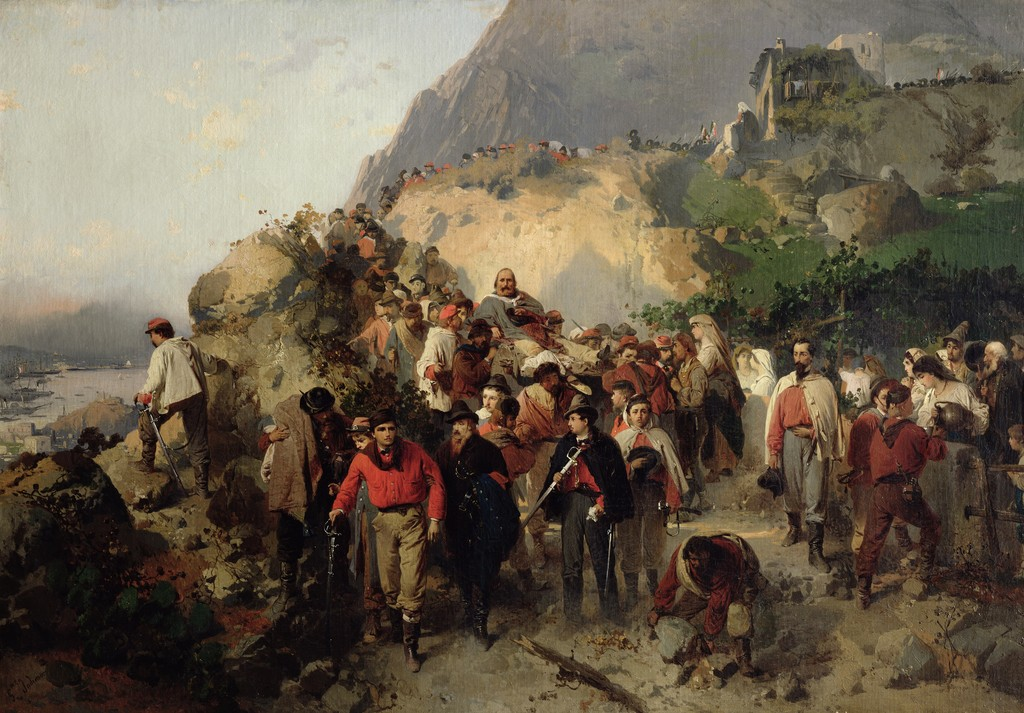
受伤的加里波第在阿斯普罗蒙特群山（油画）

对教皇的世俗领地的挑战，会面臨全世界天主教徒们所懷疑的巨大風險，同時法国皇帝拿破仑三世已经在罗马部署了一支法国驻军，保证了罗马独立于意大利。维托里奥·埃马努埃莱二世為避免攻击教皇国可能招来的国际譴責，劝阻他的臣民不要参与有如此意图的革命冒险。但是，加里波底相信義大利政府暗中仍是支持他的。
在1862年6月，加里波底从热那亚乘船出发，在巴勒莫登陆，设法召集志愿者参与即将开展的军事活动。他打出的口号是“无罗马，毋宁死”（Roma o Morte）。一群热情的人很快加入了他，然后他又向墨西拿出发，希望能在那里渡海到达意大利本土。当他抵达时，他的部队已经有两千人左右了，但是当地的驻军忠于国王的命令，不准他们通过。于是他们转向南方，从卡塔尼亚上船前往本土，在那里，加里波第宣布，他要么作为一名胜利者进入罗马，要么就死在它的城墙下。他于8月14日在梅利托登陆，并立即向卡拉布里亚的山地进军。

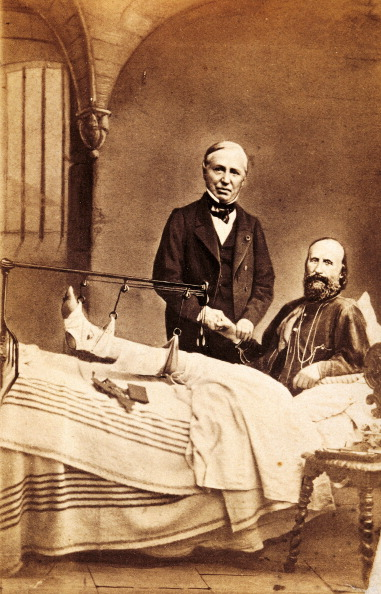
受伤后的加里波第在阿斯普罗蒙特山丘

意大利政府不仅不支持这场斗争，而且还相当反对。恩里科·恰尔迪尼将军派遣了一个师的正规军，交给埃米廖·帕拉维奇尼（Emilio Pallavicini）上校指挥，来对抗志愿军团队。在8月28日，这两支部队在崎岖的阿斯普罗蒙特山相遇了。其中一名正规兵枪支走火了，随后就发生了几轮齐射，杀死了几名志愿兵。这场战斗结束得很快，因为加里波底不准抵抗。许多志愿兵成為俘虏，其中也包括脚部中傷的加里波底。
一首著名的意大利育儿歌就是因这一事件而诞生的。这首儿歌仍然為全国各地的男孩女孩们所知晓：《加里波底受伤啦》（Garibaldi fu ferito）。

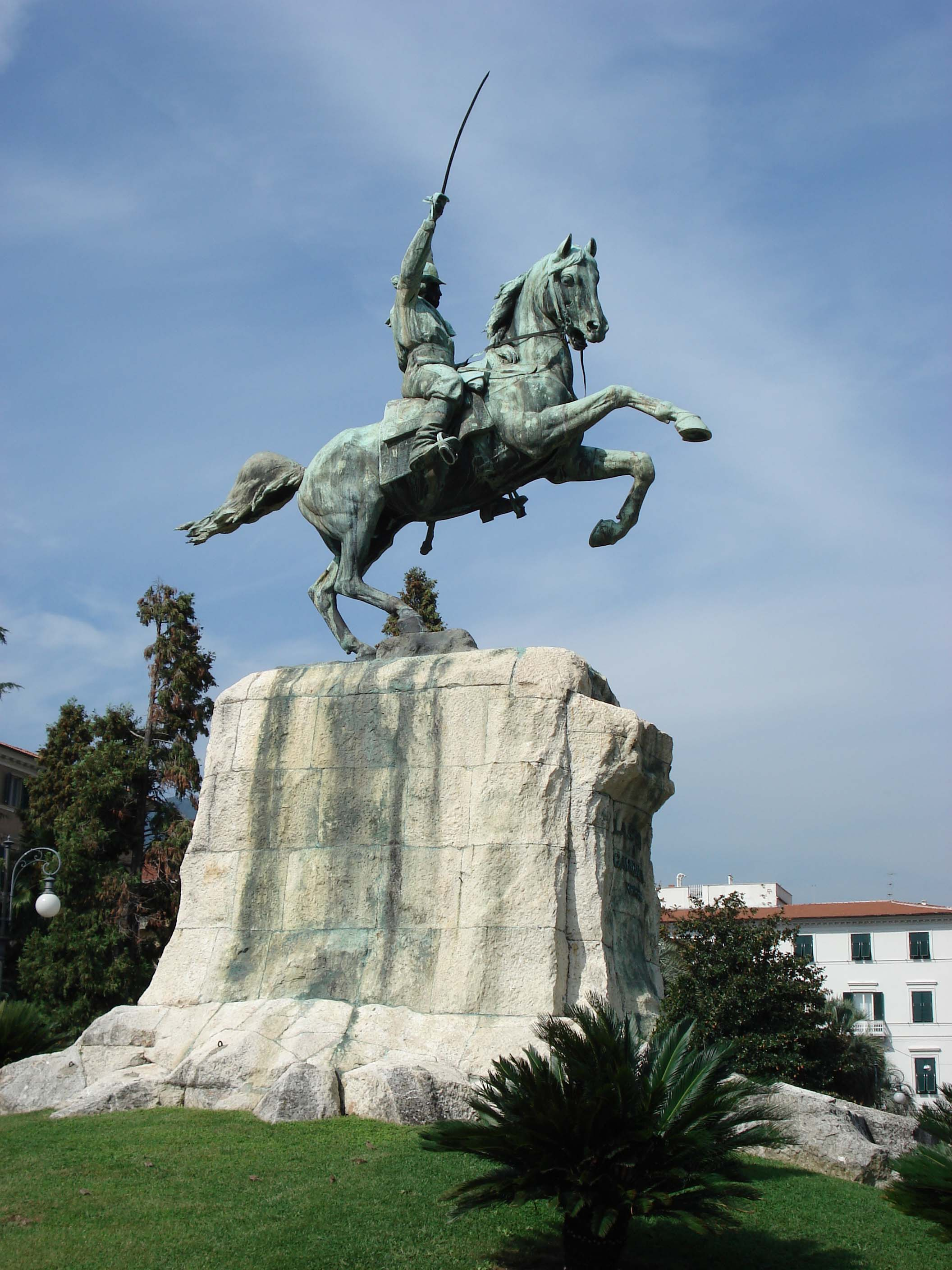
意大利拉斯佩齐亚的加里波第的骑马塑像。像这种马匹跃立的塑像是非常少的，而单腿跃立的则更少

一艘政府的汽船將加里波底带到拉斯佩齐亚附近的瓦里尼亚诺（Varignano）监狱。加里波底在关押期间仍然获得了尊敬，為了療傷，他被迫经历了一次冗长而痛苦的手术。他的冒险失败了，但他得到了欧洲社会的赞扬与持续关注。他在康复后得以釋放，並獲准回到卡普雷拉。
在1864年，加里波底动身前往伦敦。在途中，他在马耳他稍作了停留。这期间，许多钦慕者去了他的宾馆拜访他。一些支持教权的人抗议他的到来，但被英国殖民当局驅散。到了伦敦后，他受到了当地居民的热情欢迎。他会见了英国首相帕默斯顿子爵，以及当时在这座城市过着流亡生活的其他的革命者们。在这一时期，他的国际性的雄心壮志包括解放一系列處於占领下的国家，比如克罗地亚、希腊、匈牙利。他还造访了贝德福德，并巡视了大列颠铁工坊（Britannia Iron Works）。他在那里种下的一棵树至今尚存。

## 与奥地利的最后斗争和其他的冒险

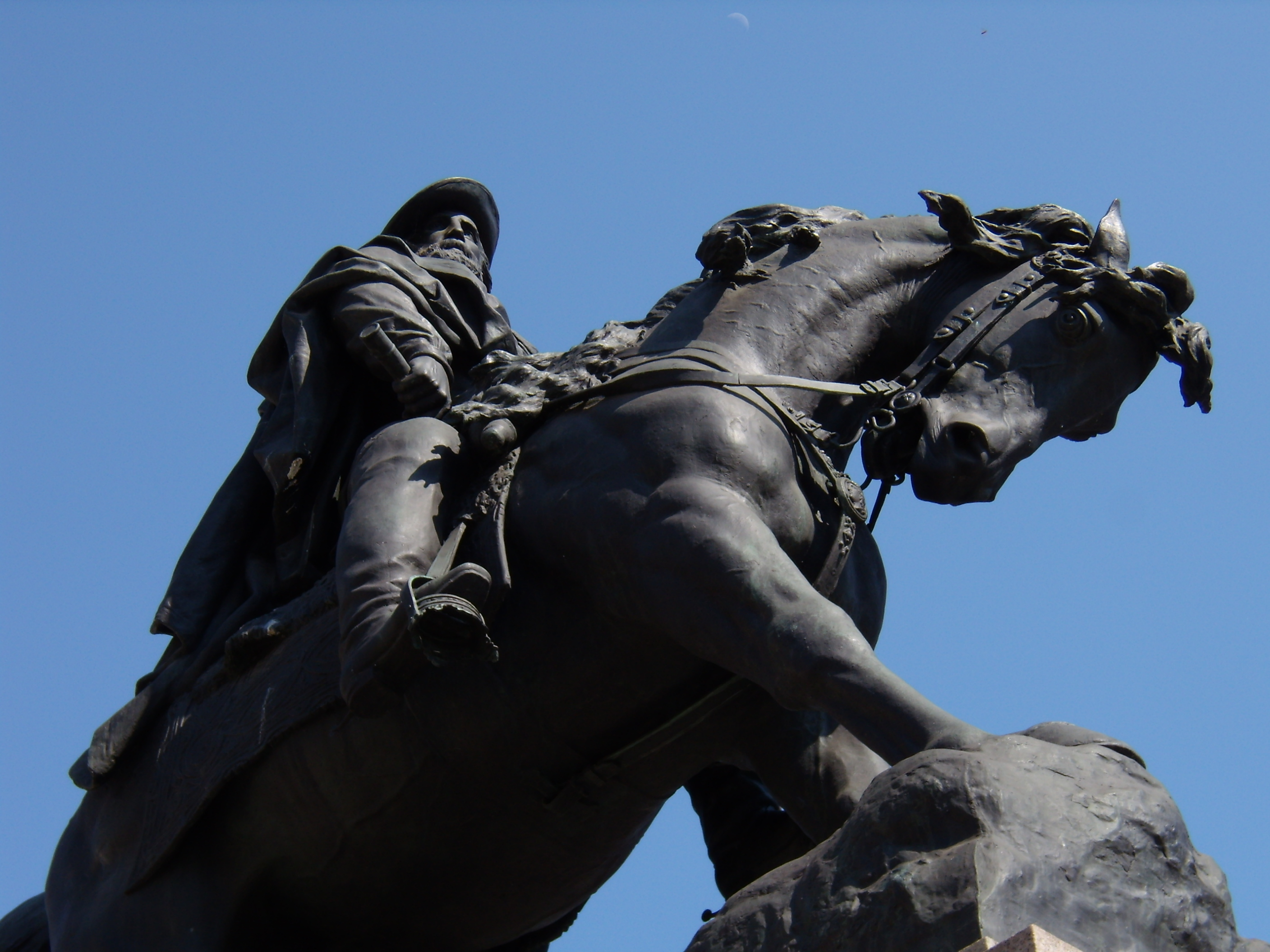
埃托雷·费拉里制作的罗维戈的朱塞佩·加里波第纪念碑

加里波底在1866年再次拿起武器，这一次则得到了意大利政府的全力支持。普奥战争已经爆发，意大利与普鲁士已经结盟，共同对抗奥地利帝國，以求从奥地利人的统治之下夺取威尼斯地区，史称第三次意大利独立战争。加里波底再次集结了他的“阿尔卑斯猎人”。此时的“阿尔卑斯猎人”大约有40000人之多。加里波第率领他们向特伦托地区进发。他在贝泽卡击败了奥地利人（由此获得了意大利人在这场战争中的唯一一场胜利）并向特伦托城进发。
在利萨岛（今克罗地亚维斯岛）战役中，意大利正规部队在海上戰败，而在库斯托扎战役失败之后，他们在陆地上也没取得什么进展。根據最终一份簽署的休战协议，奥地利将威尼斯地区割让给了意大利，但是这一结果主要是因为普鲁士在北线的那些胜利。加里波底在特伦托地区的征战变得没有意义，并且还收到命令，要求他停止向特伦托城进发。加里波底使用那句著名的格言从贝泽卡大广场用一份简短的电报作了回答：我服从！（Obbedisco!）

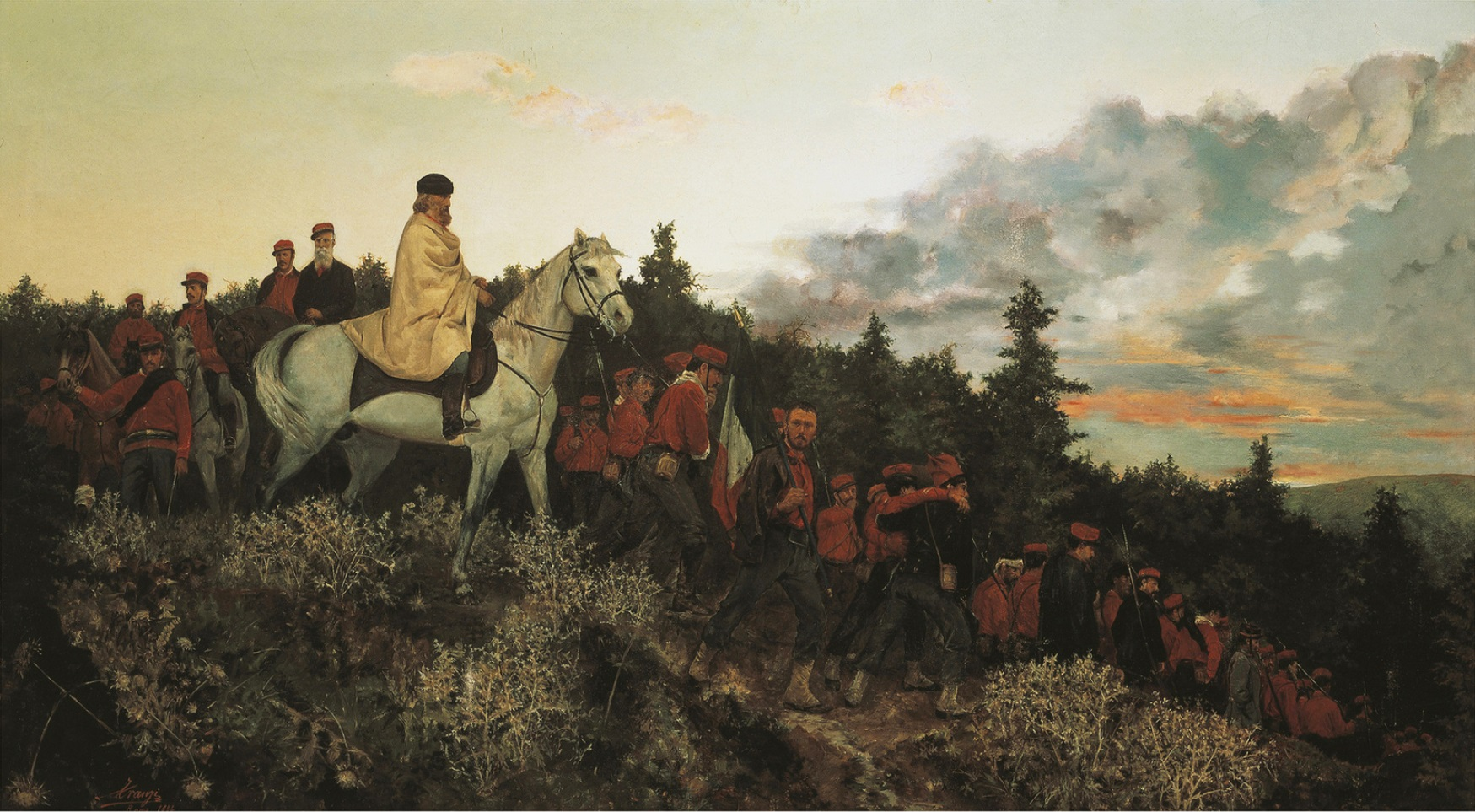
加里波第在门塔纳，1867年11月3日

这场战争后，加里波底领导了一个政党，鼓动占领这座半岛的古都，罗马。在1867年，他再次向这座城市进军，但是得到了法国预备军支持的教皇军成为了他那武装很差的志愿军的对手。在门塔纳战役中，他的腿部受傷，并且不得不撤出教皇的领地。意大利政府再次关押了他一段时间，之后他返回卡普雷拉。
同年，加里波第寻求国际支持，以求完全消灭教皇国。在1867年的一场日内瓦的会议上，他提议：“教皇国是所有神秘社团中最有害的一个，应當废掉。”

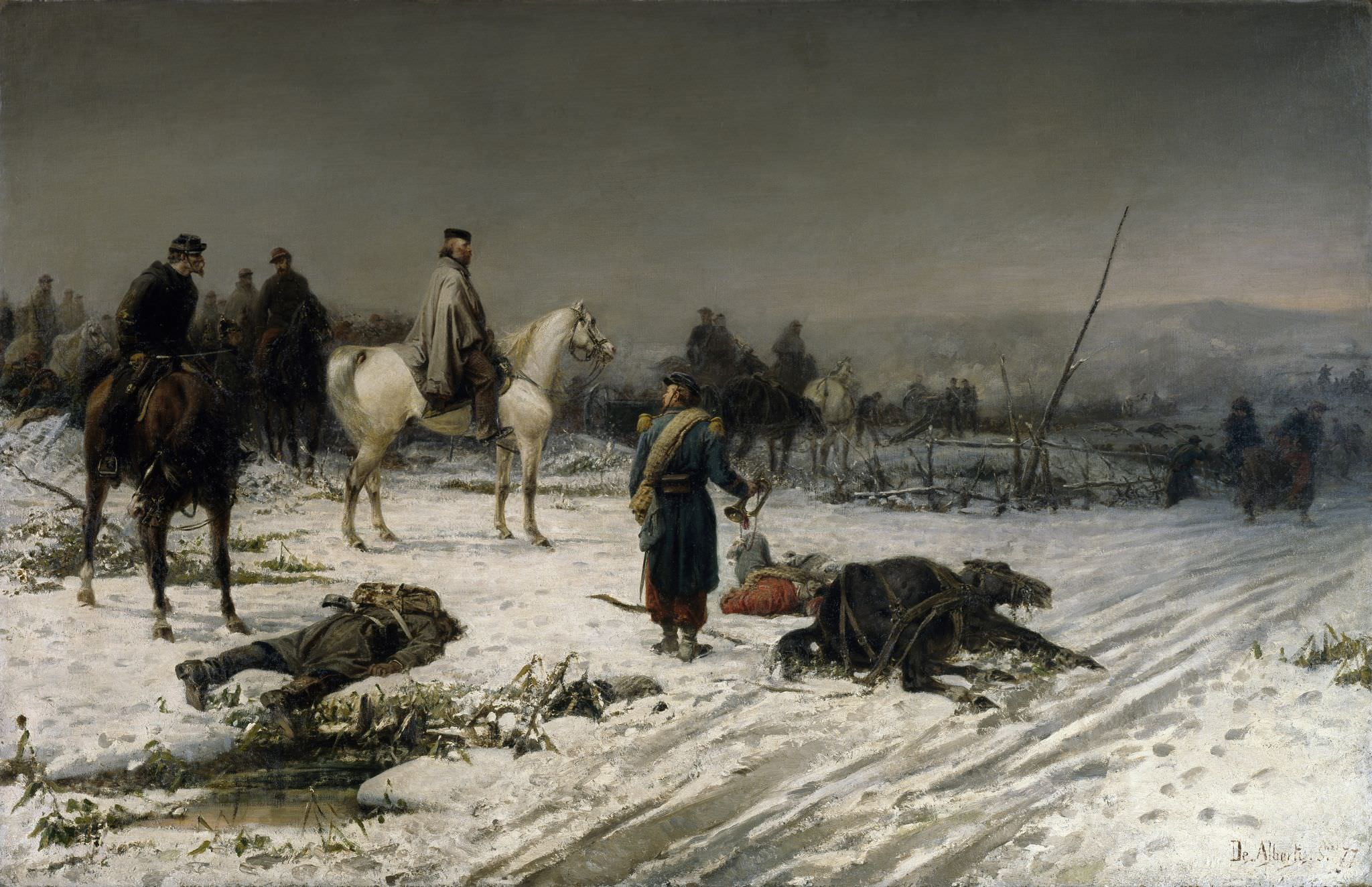
加里波第在第戎

在1870年7月，当普法战争爆发时，意大利公众的观点强烈支持普鲁士人，并且许多意大利人企图在佛罗伦萨的普鲁士大使馆签约成为志愿兵。在法国驻军奉命撤出罗马之后，意大利军队没得到加里波底的帮助就占领了教皇国。法兰西第二帝国在色当战役后垮台，这之后，拿破仑三世的部下们当时对加里波底显示的敌意並未吓倒他，他转而支持新建立的法兰西第三共和国。在1870年9月7日，巴黎的革命已经进行三天了。他撰文给热那亚的《运动》（Movimento）：
昨天我对你们说：跟波拿巴斗争到底。今天我对你们说：用尽一切手段挽救法兰西共和国。

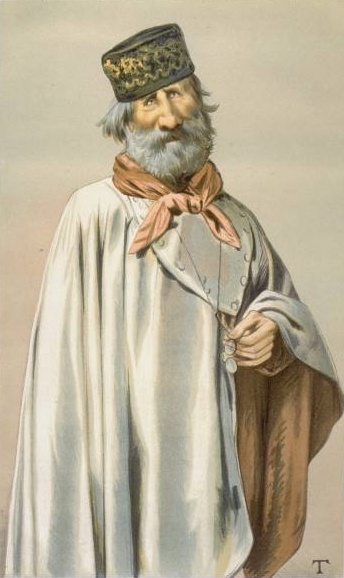
泰奥巴尔·沙尔特朗于1878年绘制的加里波第的漫画

随后，加里波底去了法国，并承担了对孚日军这支志愿军的指挥。

## 死亡

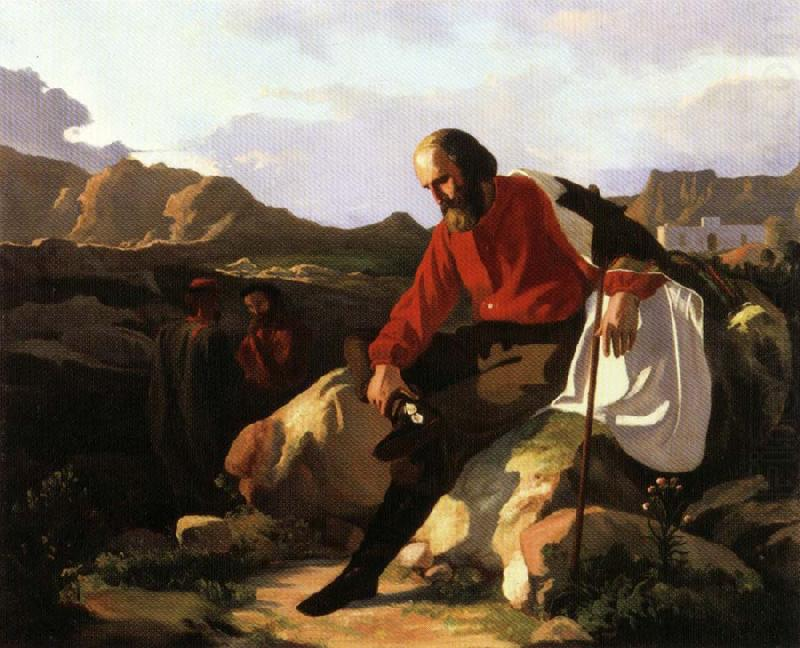
加里波第在卡普雷拉。

尽管再次入選意大利国会議員，然而加里波底晚年的许多时间是在卡普雷拉度过的。不过，他支持了一项雄心勃勃的计划，那就是开垦拉齐奥南部的沼泽地区的土地。
在1879年，加里波底在罗马建立了“民主联盟”，提倡普遍的选举权，废除教会的财产权，解放妇女，以及维持一支常备军。他由于关节炎而卧病在床，但仍然去卡拉布里亚和西西里做了旅行。在1880年，他娶了弗兰切丝卡·阿尔莫西诺（Francesca Armosino），不过婚前他们已经有三个孩子了。

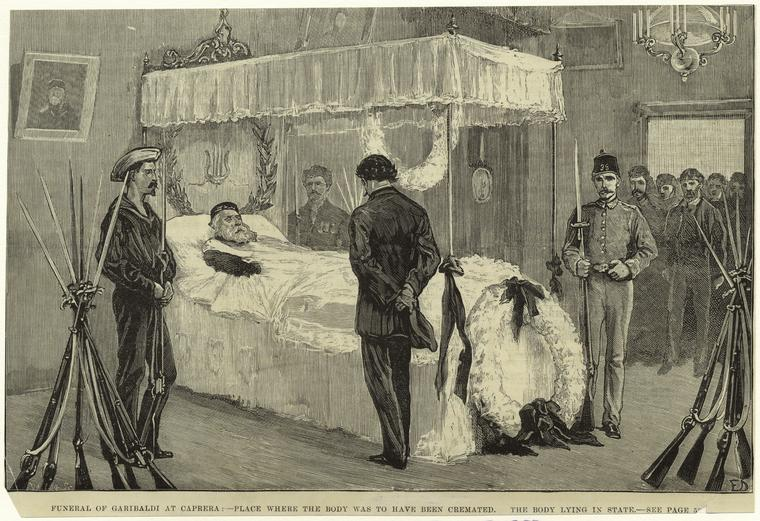
加里波第在卡普雷拉的葬礼。

加里波底在临终时，要求把他的床移动到他能凝望蔚蓝色大海的地方。他于1882年6月2日逝世，几乎活了75岁。他的遗愿是死后火化，葬礼从简，无需吊唁。他安葬在卡普雷拉岛上的他自己的农场里，与他的最后一任妻子和一些子女并排在一起。
在2012年，加里波底的遗体據報將會掘出，以允许其后代通过去氧核糖核酸（DNA）分析来确认墓中的遗体到底是不是加里波底的。如果确认遗体是他的，就将会有一场究竟是进行遗体防腐，还是同意其最后心愿，进行简单的火化的争论。这一掘尸计划在2013年无果而终。因为：“管理部门变了，而新的文化部当局没有热情开展这一计划”。

## 年表
- 1807年，生于尼斯。
- 1821年，成为注册海员。
- 1824年，首次前往地中海东部。
- 1832年，成为商船队船长。
- 1833年4月，接触到马志尼思想，加入青年意大利组织。
- 1833年11月，遇见马志尼，并加入烧炭党。
- 1834年，在热那亚参与叛乱，判處死刑，并逃往马赛，开始第一次流亡。
- 1835年，逃往突尼斯，之后抵达巴西。
- 1838年，参与“破衫战争”，并任官为海军上尉。
- 1839年，遇见阿妮塔。
- 1841年，退出“破衫战争”，移居到蒙得维的亚，参与乌拉圭内战。
- 1842年，与阿妮塔结婚。
- 1844年，加入共济会。
- 1848年，返回意大利，首次效力于撒丁-皮埃蒙特王国，之后又效力于米兰临时政府，参与第一次意大利独立战争。
- 1849年3月，效力于罗马共和国。
- 1849年7月，阿妮塔病逝，开始第二次流亡。
- 1849年11月，抵达丹吉尔。
- 1850年，抵达纽约。
- 1851年4月，前往中美洲。
- 1851年年底，抵达利马。
- 1852年，首次带领“卡门号”远航，抵达了广州、厦门、马尼拉、三圆丘岛。
- 1853年，再次带领“卡门号”远航，抵达了波士顿、纽约，之后辞掉了“卡门号”的船长职务，并成为“联邦号”的船长，最后一次离开纽约。
- 1854年3月，带领“联邦号”抵达泰恩赛德。
- 1854年4月，前往热那亚，结束了第二次流亡，之后在卡普雷拉岛解甲归田。
- 1859年，再次效力于撒丁-皮埃蒙特王国，摈弃马志尼的思想，参与第二次意大利独立战争。
- 1860年1月，与朱塞皮娜结婚并离婚。
- 1860年4月，发起意大利民族统一运动。
- 1860年5月，开始千人远征。
- 1860年10月，建立国际军团。
- 1860年11月，将战果奉献给维托里奥·埃马努埃莱二世，功成身退。
- 1861年，欲参与美国南北战争，未成。
- 1862年，募兵，准备远征罗马，最终在阿斯普罗蒙特战役中失败，遭到监禁。
- 1864年，前往伦敦，开始第三次流亡。
- 1866年，遇见弗兰切丝卡。参与第三次意大利独立战争。
- 1867年3月，再次准备远征罗马。
- 1867年9月，在日内瓦号召废除教皇国。
- 1867年11月，在门塔纳战役中失败，再次入獄监禁，最后回到卡普雷拉。
- 1870年，加入普法战争，指挥孚日军，支持法兰西第三共和国。
- 1871年，从法国返回意大利，开始晚年生活。
- 1874年，當選国会成员。
- 1879年，建立“民主联盟”。
- 1880年，与弗兰切丝卡结婚。
- 1882年，于卡普雷拉逝世。

## 著作
加里波底至少写了两部以反教权色彩为特征的小说：
- 《克莱莉娅》（Clelia），又名《神父们的政体》（Il governo dei preti）（1867年）（英文版：文本1，文本2）
- 《志愿兵坎托尼》（Cantoni il volontario）（1870年）
- 《千人队》（I Mille）（1873年）

加里波底还写了非小说的著作：
- 《加里波底自传》[25]（英文版：v.1 1807-1849）
- 《加里波底回忆录》（与大仲马共笔）[26]（《加里波第回忆录》的一个英文版：The life of Garibaldi written by himself (New York: Barnes, 1859)）

## 对后世影响

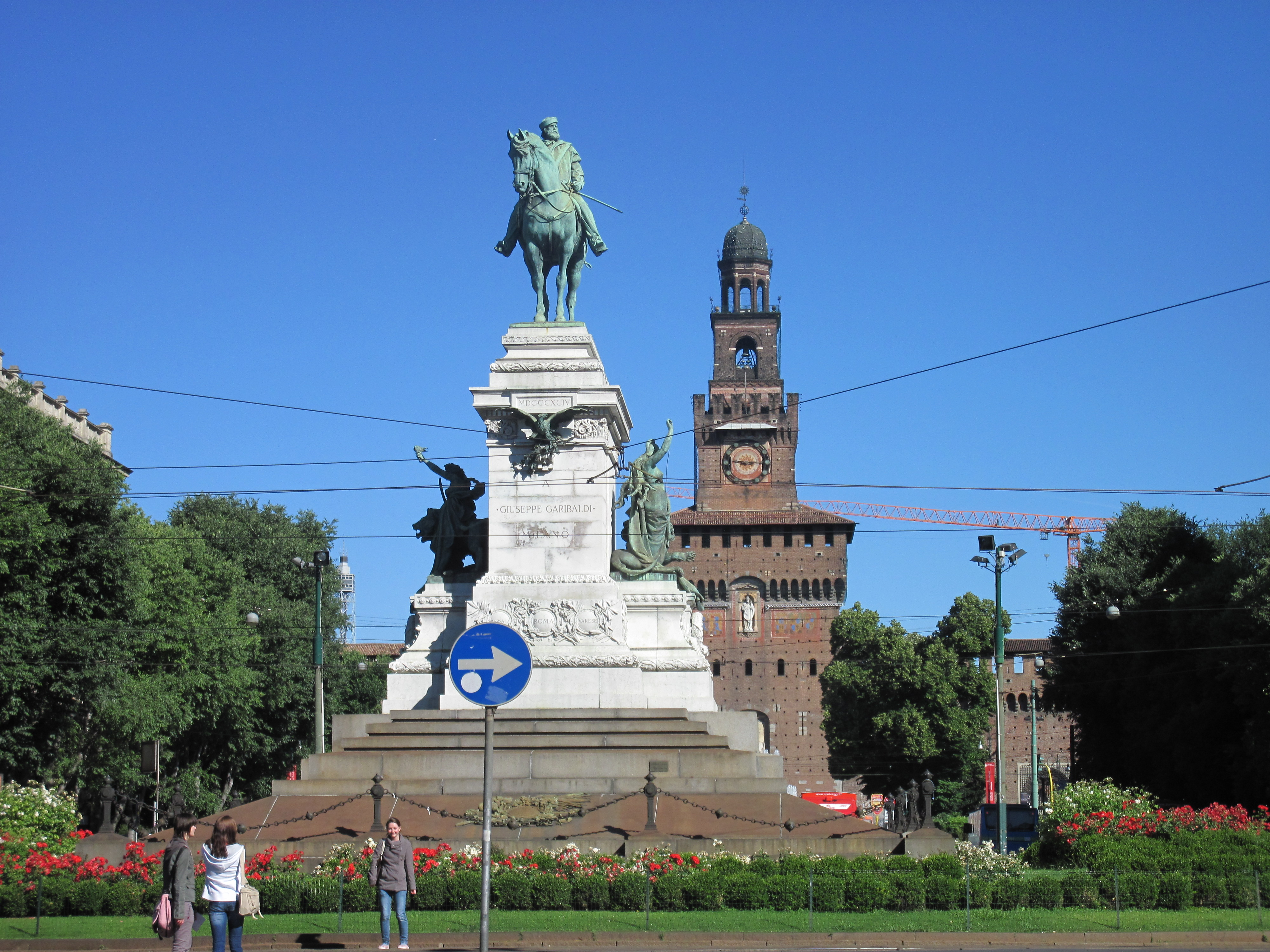
米兰斯福尔扎城堡前的加里波第塑像。

加里波底的声望，他唤起普通人们的技能，以及他的战斗功绩使得意大利的统一变得可能。他还充当了一位19世纪中期的民族主义和自由主义的全球性的革命模范。但是在意大利南部从拿坡里君主统治之下解放之后，为了意大利的统一，加里波底选择了牺牲他的自由主义的共和信念。
加里波底是赞同拉丁民族的自由主义者们普遍接受的反教权主义的，并且为了限制教皇的世俗权力，他也付出了许多。他个人的宗教信仰对于历史学家们来说是不清楚的——在1882年，他写道“是人创造了神，而不是神创造了人”，但是在他的自传中，他也曾说过“我是基督徒，我对基督徒们说话——我是真正的基督徒，我对真正的基督徒们说话。我热爱与崇敬基督的宗教，因为基督曾来到了这世界，给信仰奴隶制的人们宣讲人道......”以及“你们有责任教育人们——教育人们——教育他们成为基督徒——教育他们成为意大利人……意大利万岁！基督教万岁！”新教牧师亚历山德罗·加瓦齐曾是他的随军牧师。

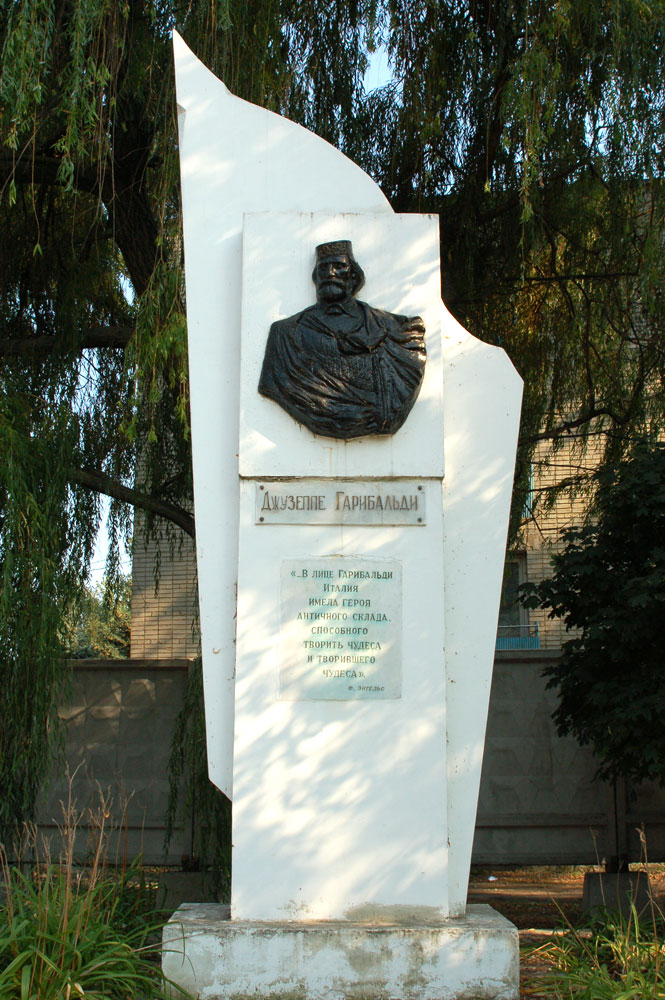
俄罗斯塔甘罗格加里波第纪念碑。

加里波底也是一名活跃的共济会成员。虽然他几乎没参加过什么共济会的仪式，但是他认为共济会是一张网络，可以用来联合进步人士们，使之成为海内和海外的师兄师弟。他最终當選意大利总会所总会长。
朱塞佩·加里波底于1882年在卡普雷拉逝世，并且他也下葬在那里。意大利海军有五艘船都是以他命名的，其中包括一艘二战时的巡洋舰，和前任旗舰“朱塞佩·加里波底号”航空母舰。

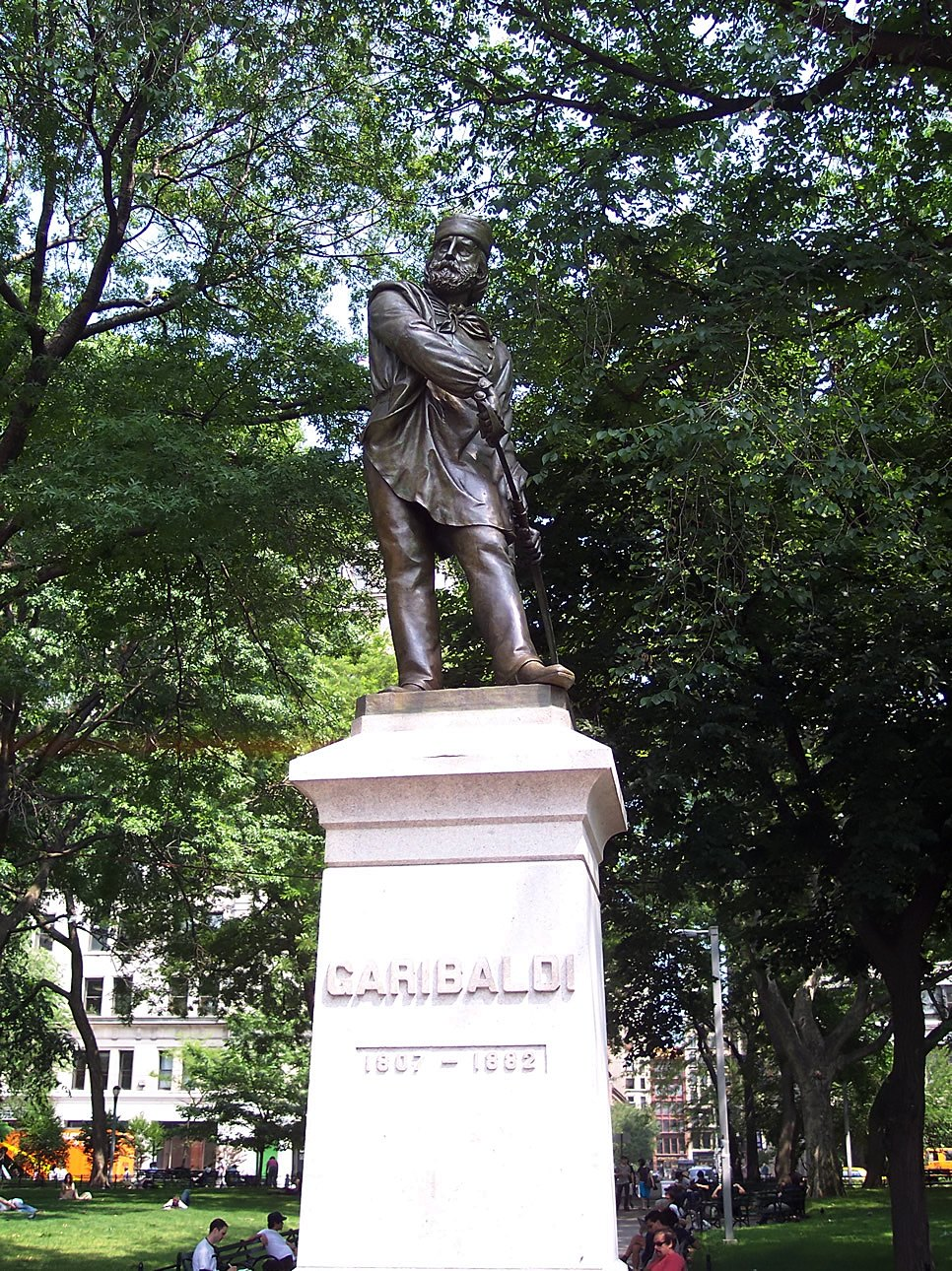
矗立在纽约华盛顿广场公园的加里波第的塑像。

他的塑像，以及在泰阿诺握手的形象，矗立在意大利的许多的广场，以及世界上的各个别的国家。在罗马的贾尼科洛山的山巅，有一座加里波第骑马的塑像。他的脸原本是朝向梵蒂冈的（暗示了他欲征服教皇国的雄心），但是在1929年的《拉特兰条约》之后，根据梵蒂冈的要求，这座塑像的方向進行更改。一座朱塞佩·加里波底的胸像显著安置在华盛顿特区的美国国会大厦的旧最高法院的入口外。这座塑像是华盛顿意大利人社团的成员们送的一件礼物。西西里岛的许多剧院都采用了他的名字，稱作加里波第剧院。
《纽约人》有一篇关于一部加里波底传记的书评（2007年7月9日和16日），蒂姆·帕克斯（Tim Parks）引用了著名的英国历史学家阿兰·约翰·珀西瓦尔·泰勒的话说：“加里波底是现代历史上唯一的完全令人钦佩的人物。”
英格兰足球队诺丁汉森林以加里波底和他的士兵们穿过的制服为原型，设计了他们的主场球服。这套球服从1865年球队創隊起便一直穿到现在。诺丁汉郡曼斯菲尔德的一所学校也是以他命名的。一种叫“加里波底饼干”的食品也是以他命名的。还有一种胡须风格也是以他命名的。从2007年起，在英式橄榄球六国锦标赛中，每年法国队和意大利队之间的胜利者都会獲授朱塞佩·加里波底奖杯，以纪念加里波底。
加里波第和朱塞佩·马志尼以及其他欧洲人们一起支持創建一个联邦欧洲。许多欧洲人曾期盼一个统一的德国成为欧洲的和世界的领导者，并擁護人道主义政策。朱塞佩·加里波第于1865年4月10日写给卡尔·布林德如下的信中，顯露了此一期盼：
人道主义的进展似乎已经暂停，而你和你的上级情报机关将会知道这是为什么。这个原由就是世界上缺少一个有着真正的统御力的国家。当然，如此的统御力不需要去支配别的人们。它需要带领人们沿着本分职责的道路前行，带领人们走向各民族情同手足的目标。到那时候，所有的由利己主义所建立的障碍都会被摧毁。我们需要的这种统御力是体现着真正的中世纪的骑士精神传统的。这种统御力会专门用来纠正错误，补偿冤屈，支持弱者，牺牲短暂的收益和物质利益，来获取解除我们同伴们的痛苦这一好得多的、令人满意得多的成就。我们需要一个足够勇敢的国家来带领我们走向这一方向。所有的正承受委屈的人或者向往更美好的生活的人，以及所有的现在正忍耐着外来压迫的人，都会集结到这个事业之中。
这一世界领导者的角色今天还是空缺着的，但是它很可能会由德国担任。你们德国人有着严肃的、有哲人态度的品质。你们很可能会是能够赢得别的人们信任并保证未来的国际性共同体稳定的人。那么，让我们盼望，你们能够使用你们的活力去战胜你们的各个德意志诸侯国的陈旧的“三十人僭主集团”。让我们盼望，你们之后能够在欧洲的中央创造一个人数超过了你们那五千万人的统一的国家。我们其余的所有人都会热切而愉悦地追随你们的。
在1960年2月18日，美国电视连续剧《迪克·鲍威尔的赞恩·格雷剧院》播放了《给加里波底的枪》（"Guns for Garibaldi"）一集，来纪念意大利统一一百年。这一节目以南北战争前的美国意大利人为主要角色。这样的节目是独一无二的。这一集的背景是在西部淘金城镇印第安人溪（Indian Creek）。费尔南多·拉马斯扮演的朱廖·曼达蒂（Giulio Mandati）接管了他兄弟宣布占有的黄金。印第安人溪的人们想要用这些黄金来为修水坝筹资，但是曼达蒂却打算借出它们，去支持加里波第将军和意大利重新统一。加里波第已发出过了供给他资金和世界各地的志愿兵们的请求。在这些的帮助下，他在1860年7月发动红衫军侵入西西里，征服拿坡里王国，将之吞并为了未来的意大利王国的一部分。最终，维托里奥·埃马努埃莱二世国王的这个新王国诞生了。

## 加里波第与中国
加里波底于1852年从秘鲁来到广州贩卖鸟粪。根据加里波底的航海日志和一些英文资料，他于5月6日抵达了厦门，并且在厦门待到了6月2日。当时加里波底带着一位英国商人的货物从广州前往厦门，打算在厦门卖掉这批货。但是他们在途中遇到了台风，“卡门号”的桅杆与船桨受損。他们花了一星期左右才抵达厦门。由于船只损毁严重，加里波底的船员们在厦门砍伐了树木，修建了船只。
关于加里波第的中国之行的记载非常少，但是根据当时的苦力贸易船只名单可以得知，“卡门号”并没有参与苦力贸易。关于这次中国之行的唯一的较为详细的记载，是加里波第带走了一件丝绸内衣，并且在10年后，这件轻薄的内衣引起了轰动，并出現仿造版。
《加里波底回忆录》里提到了“国际军团”里有一名中国人，不过对于这位中国人，并没有更详细的记载。
加里波底在清末民初成为了中国知识分子们关注的一位外国人。戊戌变法失败之后，梁启超写了《意大利建国三杰传》，讲述了加里波底、马志尼、加富尔三人的事迹。梁启超认为意大利和中国都曾是强大的文明古国，而在当时却已经衰落。梁启超希望中国也能出现这样的三杰，来改变国家。之后梁启超在1902年写的剧本《英雄情史》的主角，也是加里波第。而毛泽东在回忆过去时，也曾说，在信仰马克思主义之前，“我崇拜华盛顿、拿破仑、加里波底，看他们的传记。”

## 虚构作品中的加里波底
除了梁启超的剧本《英雄情史》外，在杰弗里·特雷斯的两部少儿读物历史小说《跟随我的黑羽毛》（Follow My Black Plume）和《西西里的一千人》（A Thousand for Sicily）中，加里波底也是一名重要角色。这两部作品都紧密地以乔治·麦考利·特里维廉的记述为基础，其中第一部的背景设定在罗马共和国。
在1940年的电影《安东尼奥·梅乌奇》中，奥斯瓦尔多·瓦伦蒂扮演了加里波底。在1952年的电影《红衬衫》中，拉夫·瓦洛内扮演了加里波底。在1961年的电影《意大利万岁！》中，伦佐·里奇扮演了加里波底。在1986年的电影《神秘的囚徒》中，古拉姆·尼古拉耶维奇·皮尔茨哈拉瓦扮演了加里波底。在2013年的电影《阿妮塔与加里波第》中，加布列尔·布拉加·努内斯扮演了加里波底。
巴西小说家莱蒂西娅·维日霍夫斯基的小说《爱情与战争》以加里波第所参与过的“破衫战争”为背景，讲述了这场战争及其战争领袖本托·贡萨尔韦斯·达·席尔瓦一家人的故事。小说改编为同名电视剧，于2003年在巴西上映。加里波底与阿妮塔都是其中的主角。加里波第由巴西演员蒂亚戈·拉塞尔达扮演。
在CAPCOM出品的街机游戏圓桌騎士 (遊戲)里，加里波底是最终boss。

## 加里波底的纪念碑

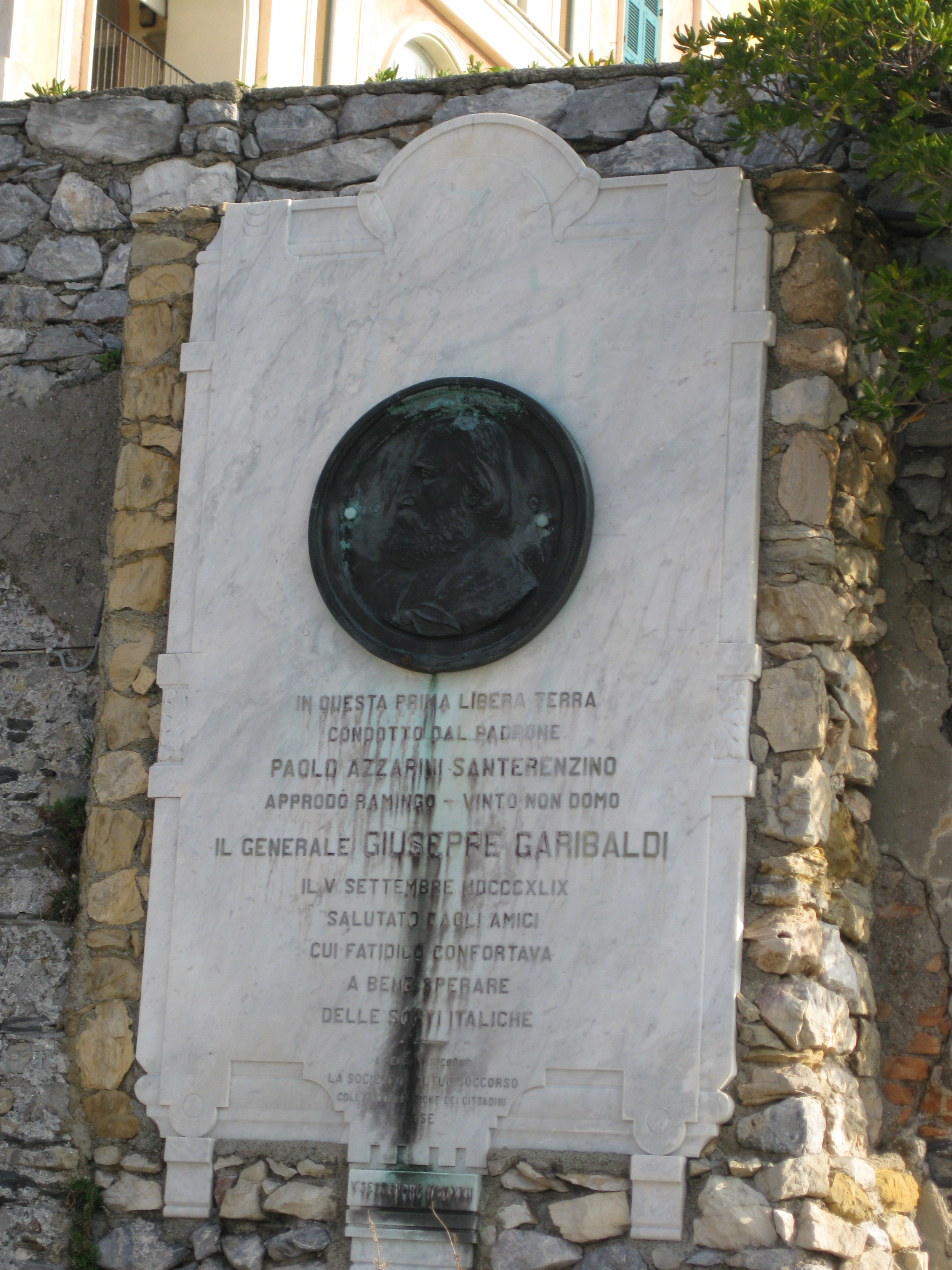
献给加里波第的牌匾，意大利韦内雷港
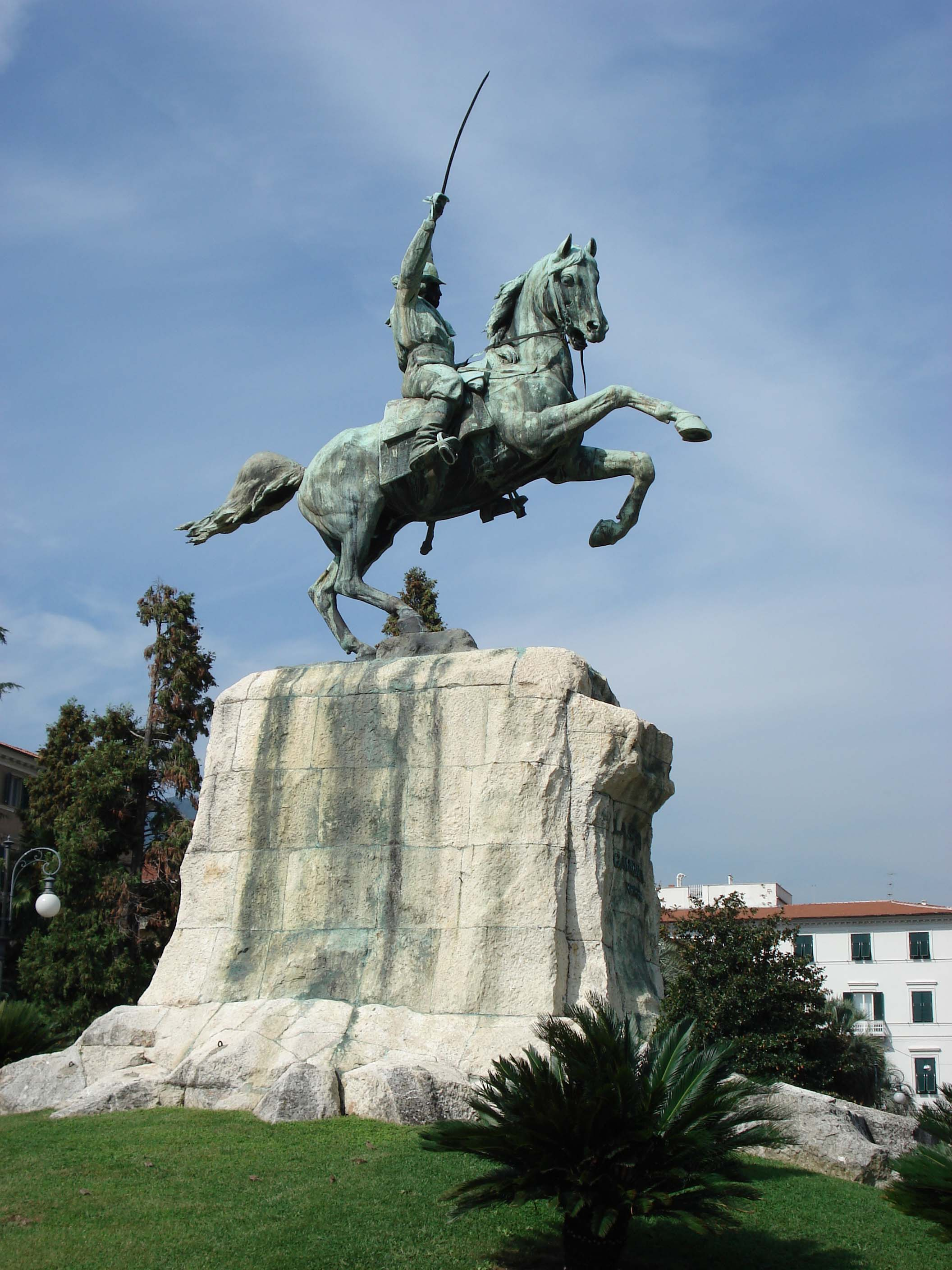
意大利拉斯佩齐亚的加里波第的骑马塑像。像这种马匹跃立的塑像是非常少的，而单腿跃立的则更少
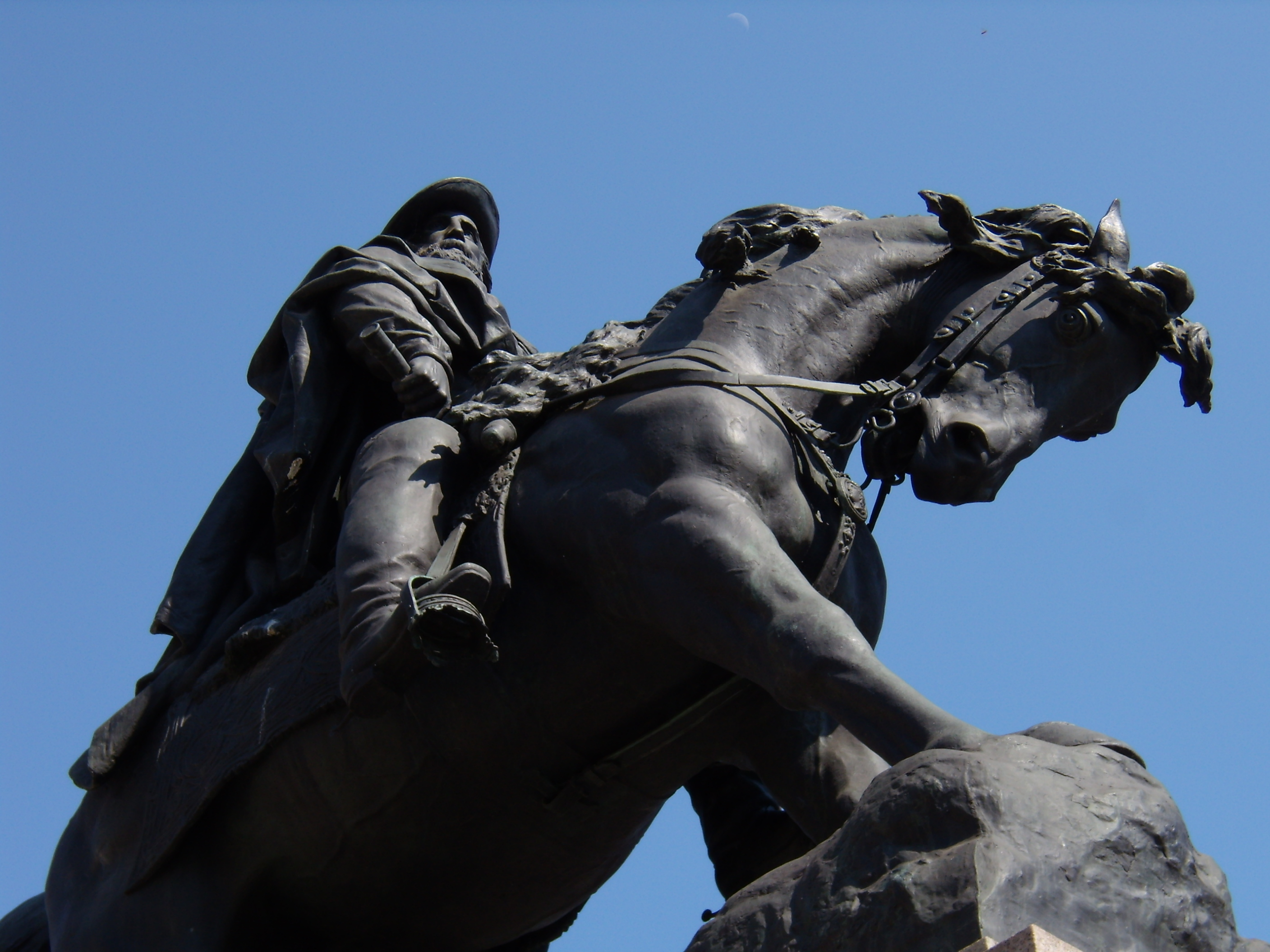
埃托雷·费拉里（英语：Ettore Ferrari）：朱塞佩·加里波第纪念碑，罗维戈
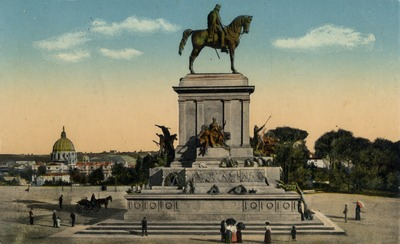
罗马加里波第纪念碑。配图邮政明信片，1910年
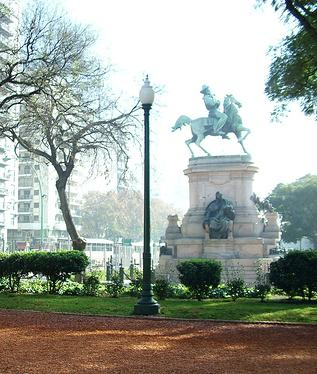
加里波第纪念碑，阿根廷布宜诺斯艾利斯意大利广场
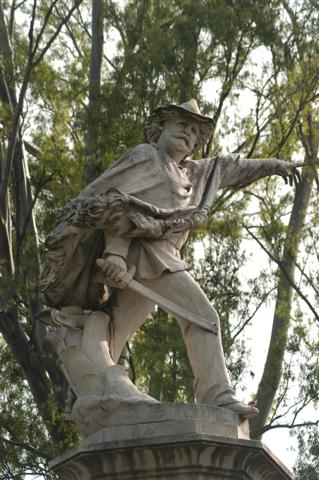
阿根廷独立公园意大利广场
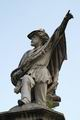
阿根廷罗萨里奥
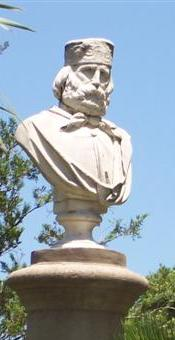
朱塞佩·加里波第医院花园。埃尔米尼奥·布洛塔（英语：Erminio Blotta）雕刻。阿根廷罗萨里奥
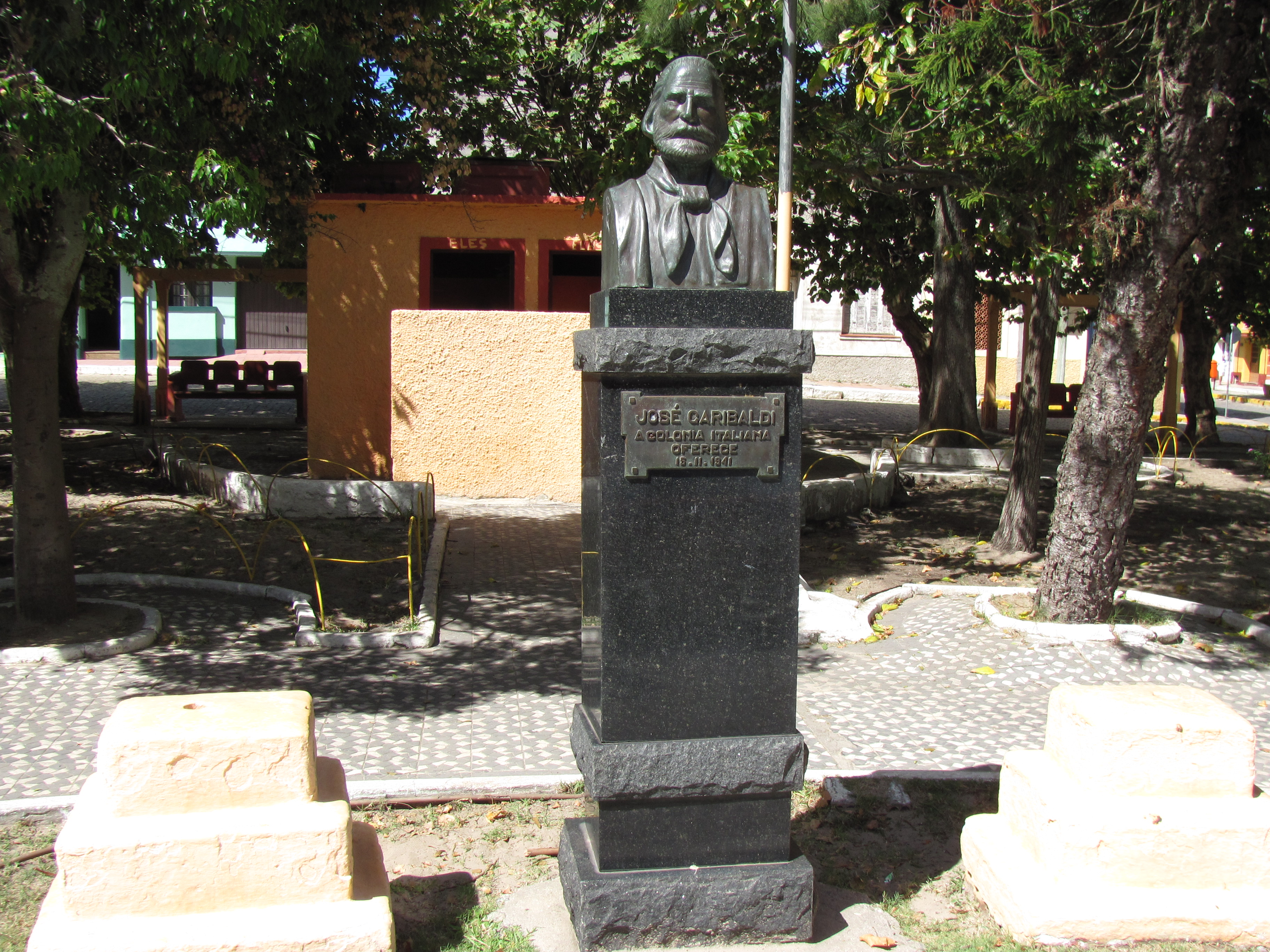
巴西北圣若泽中央广场
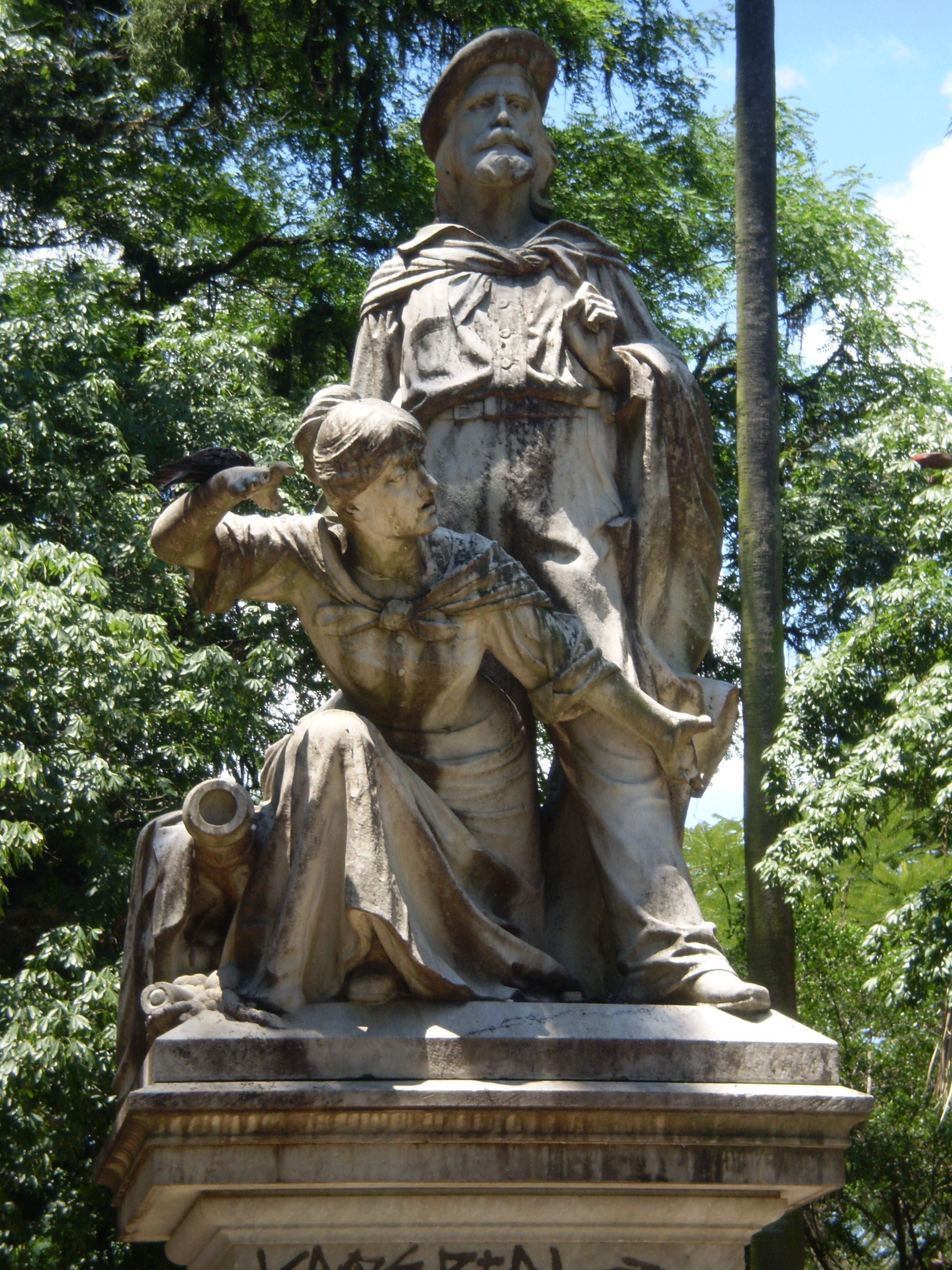
加里波第与阿妮塔，纪念于巴西阿雷格里港阿泽尼亚加里波第广场
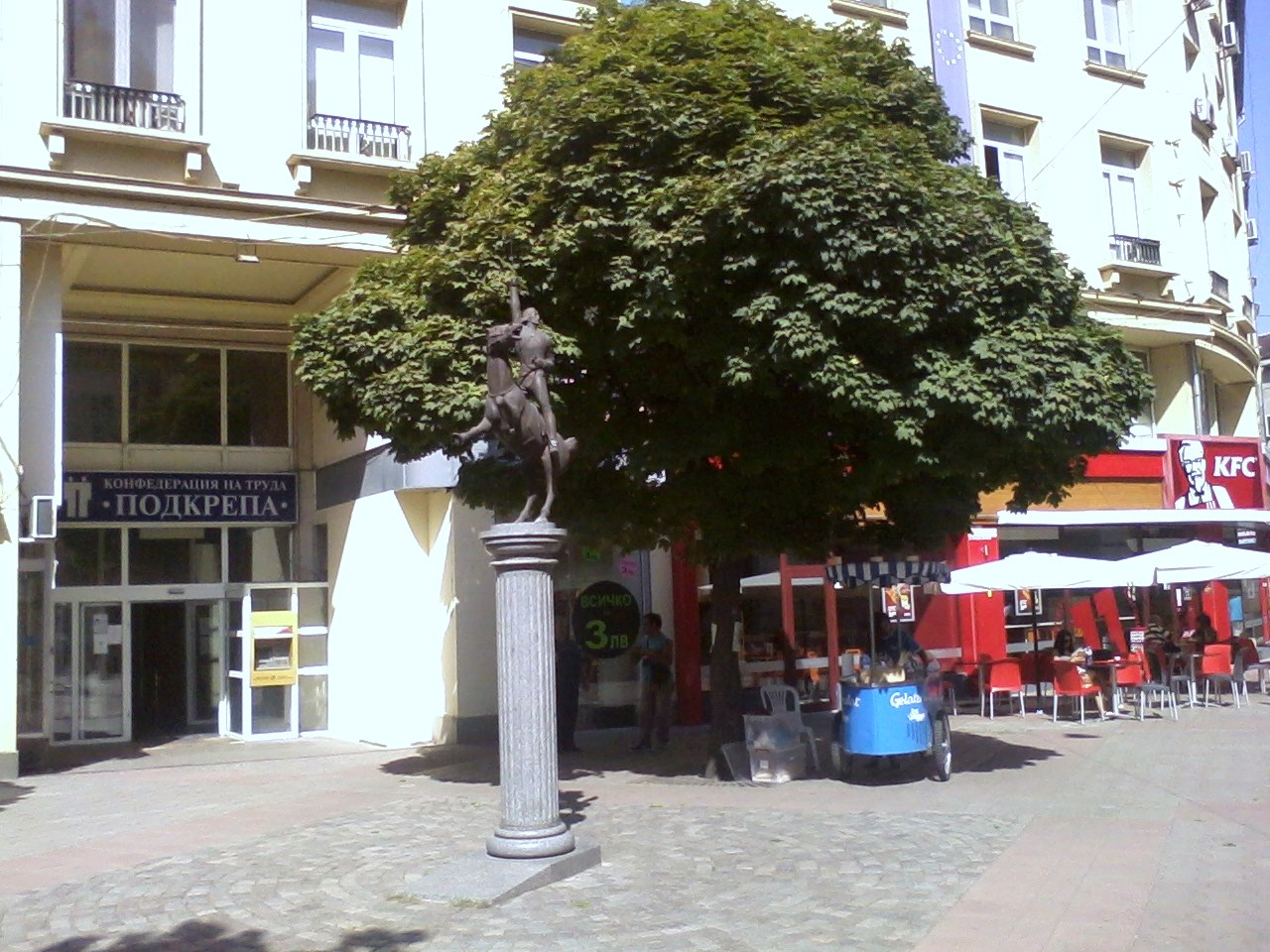
保加利亚索非亚
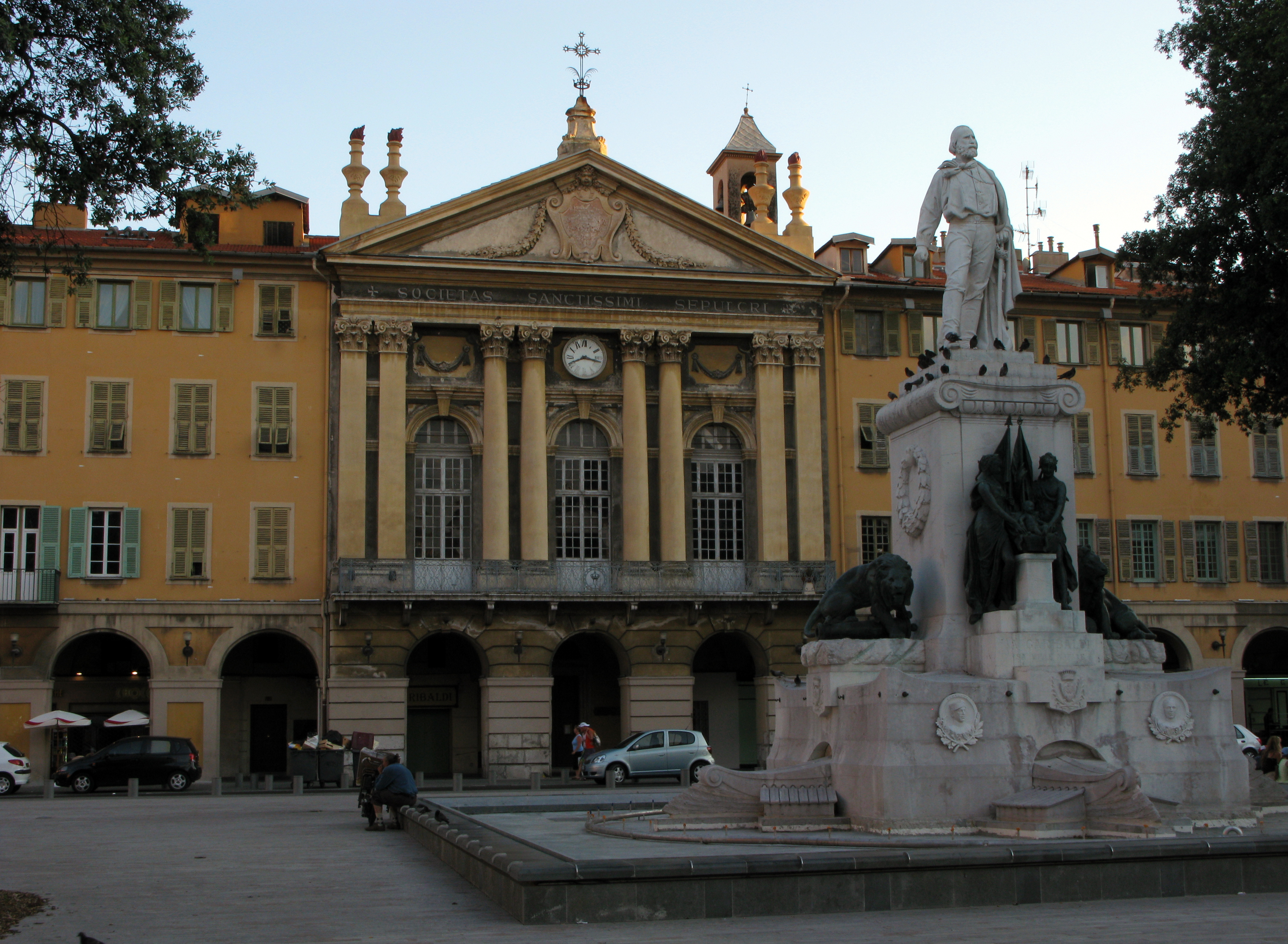
加里波第广场，法国尼斯
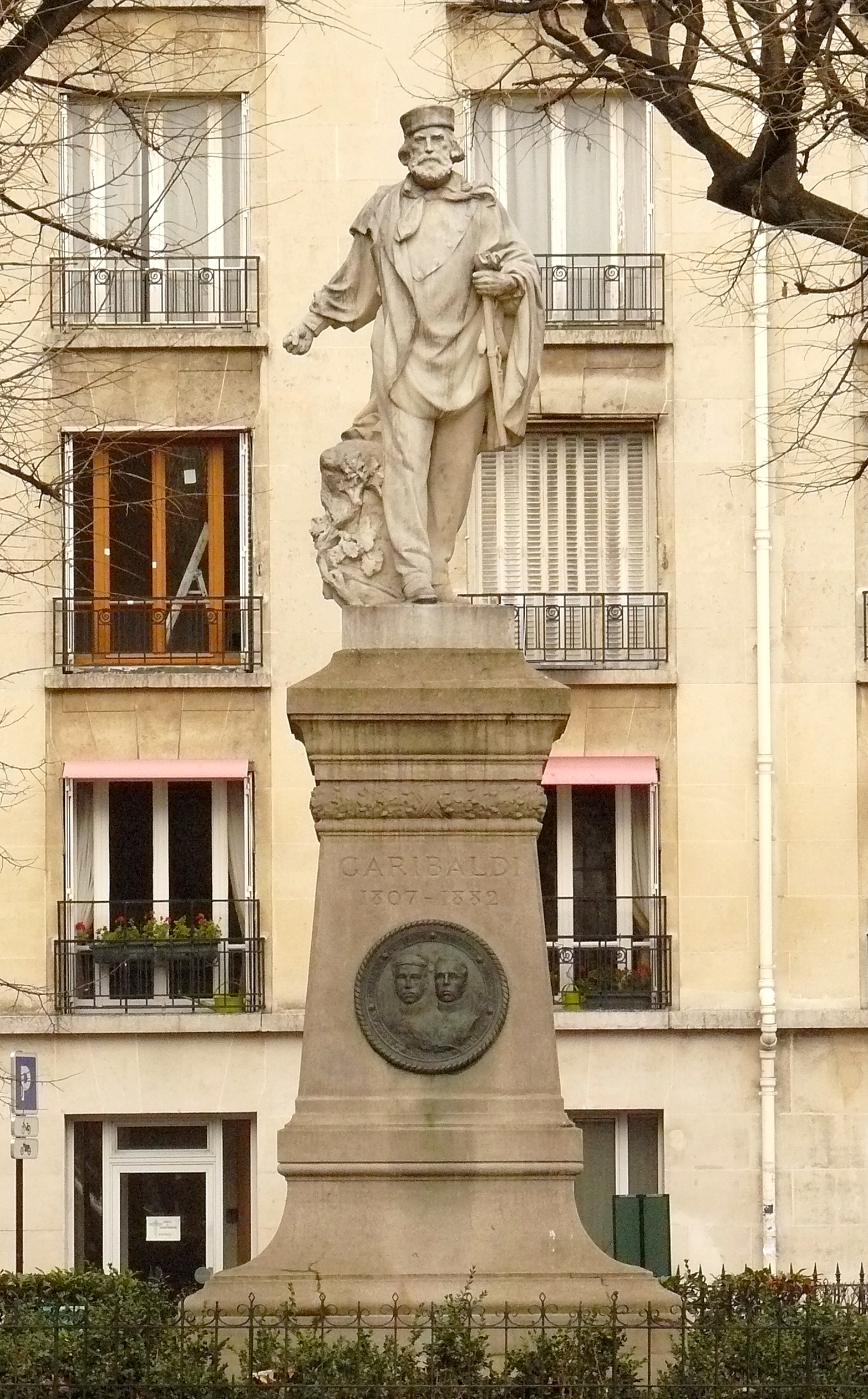
巴黎康布隆（Cambronne）广场加里波第塑像
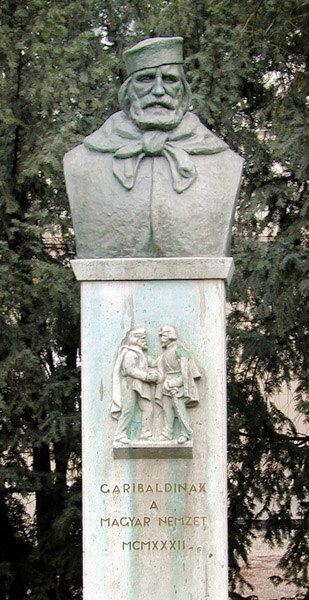
匈牙利布达佩斯
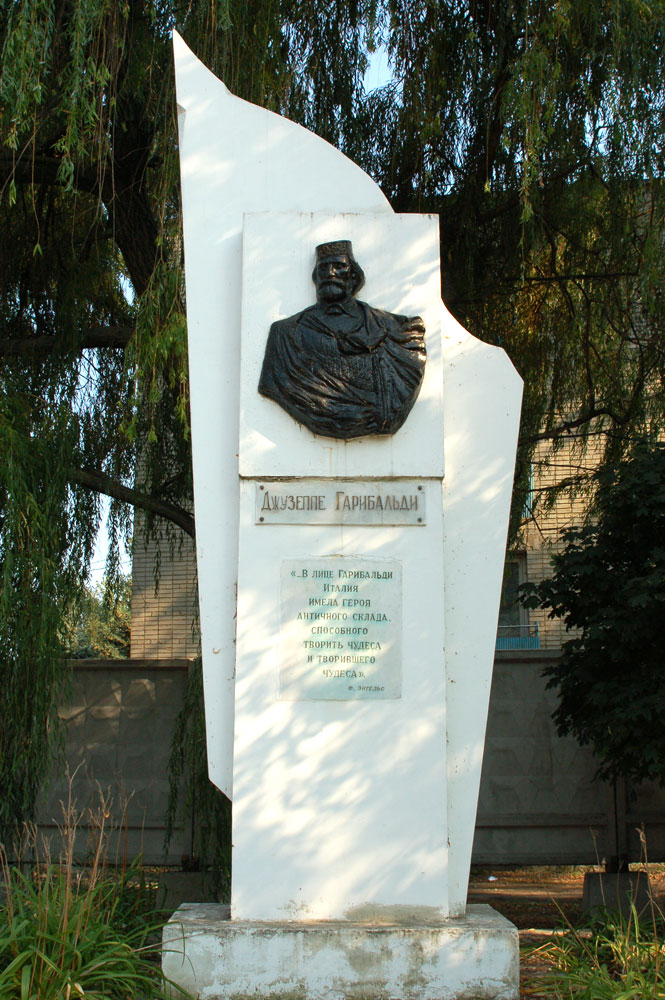
俄罗斯塔甘罗格
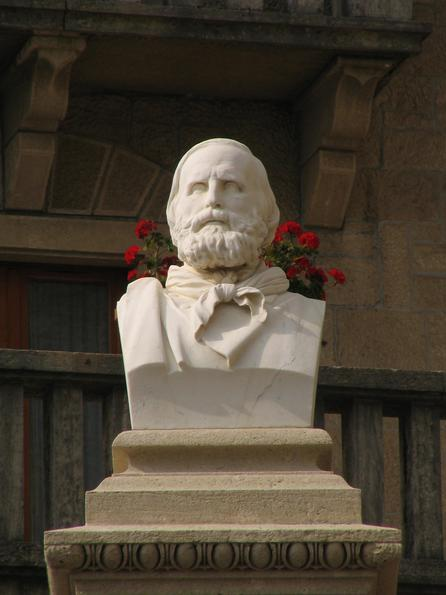
第一座献给加里波第的纪念碑。斯泰法诺·加莱蒂（Stefano Galletti）于1882年雕刻。圣马力诺
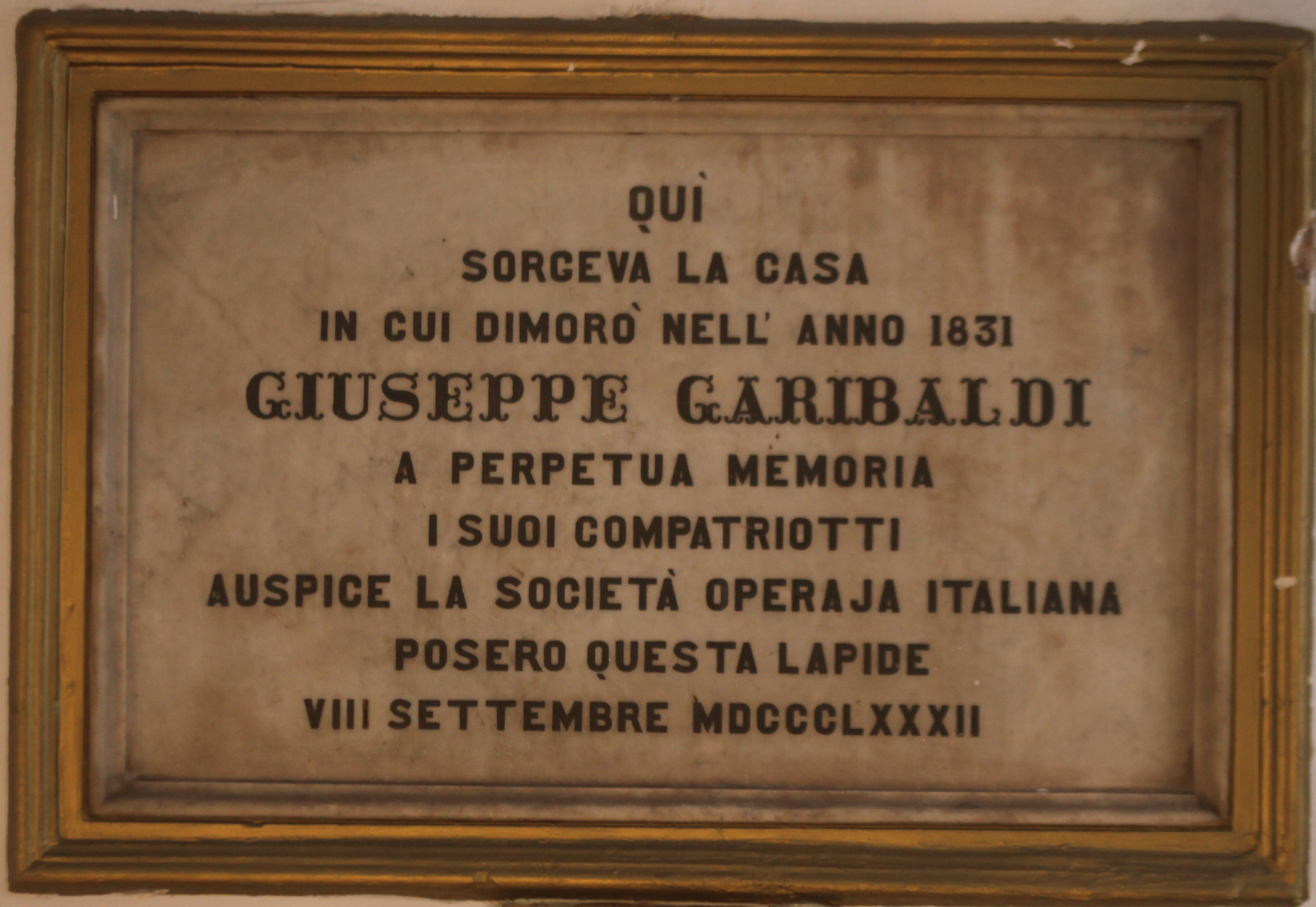
献给加里波第的牌匾，土耳其伊斯坦布尔
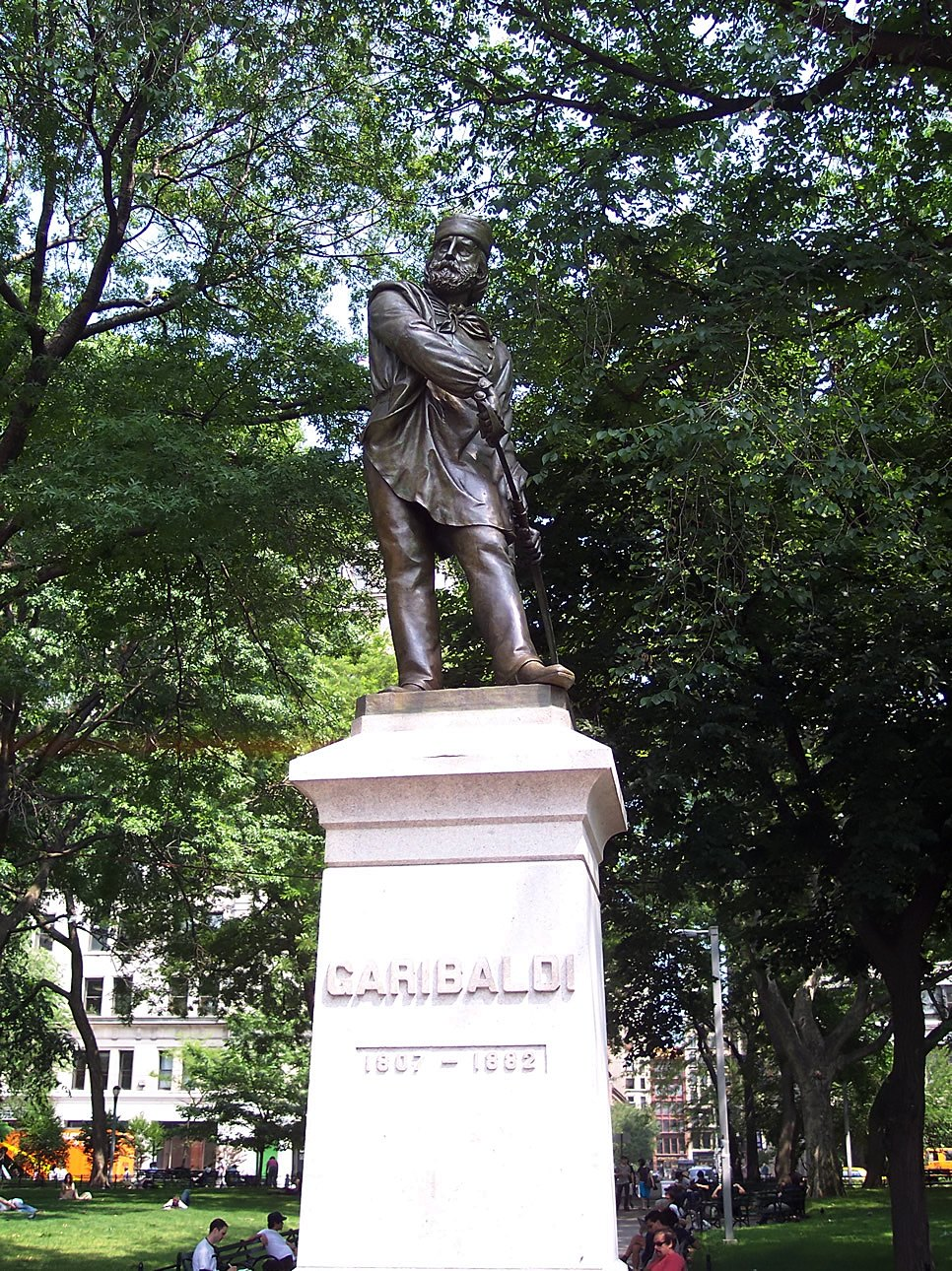
矗立于美国纽约市华盛顿广场公园的一座加里波第的塑像（英语：Giuseppe Garibaldi (Turini)）
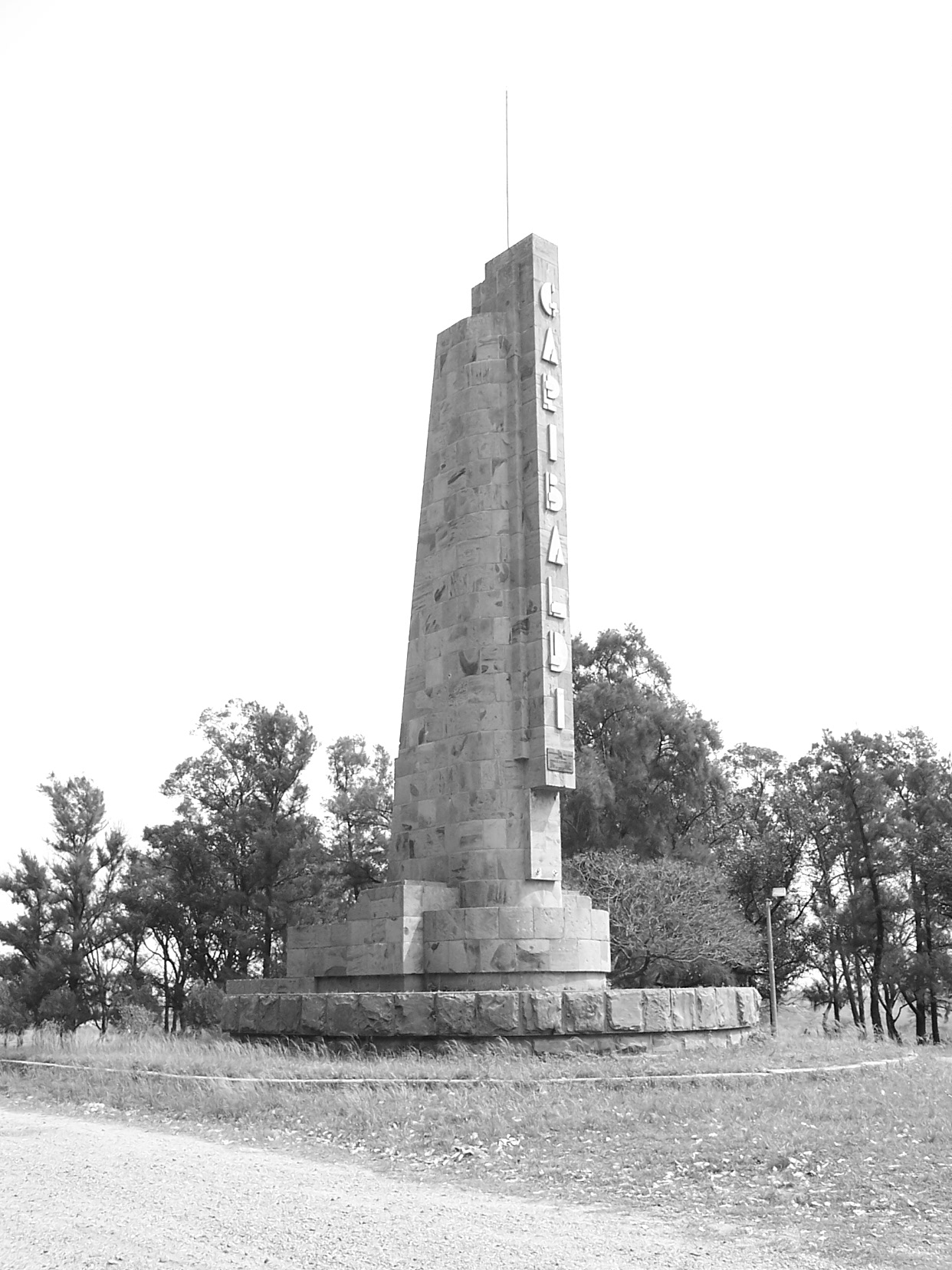
乌拉圭萨尔托

## 加里波第的照片与图片

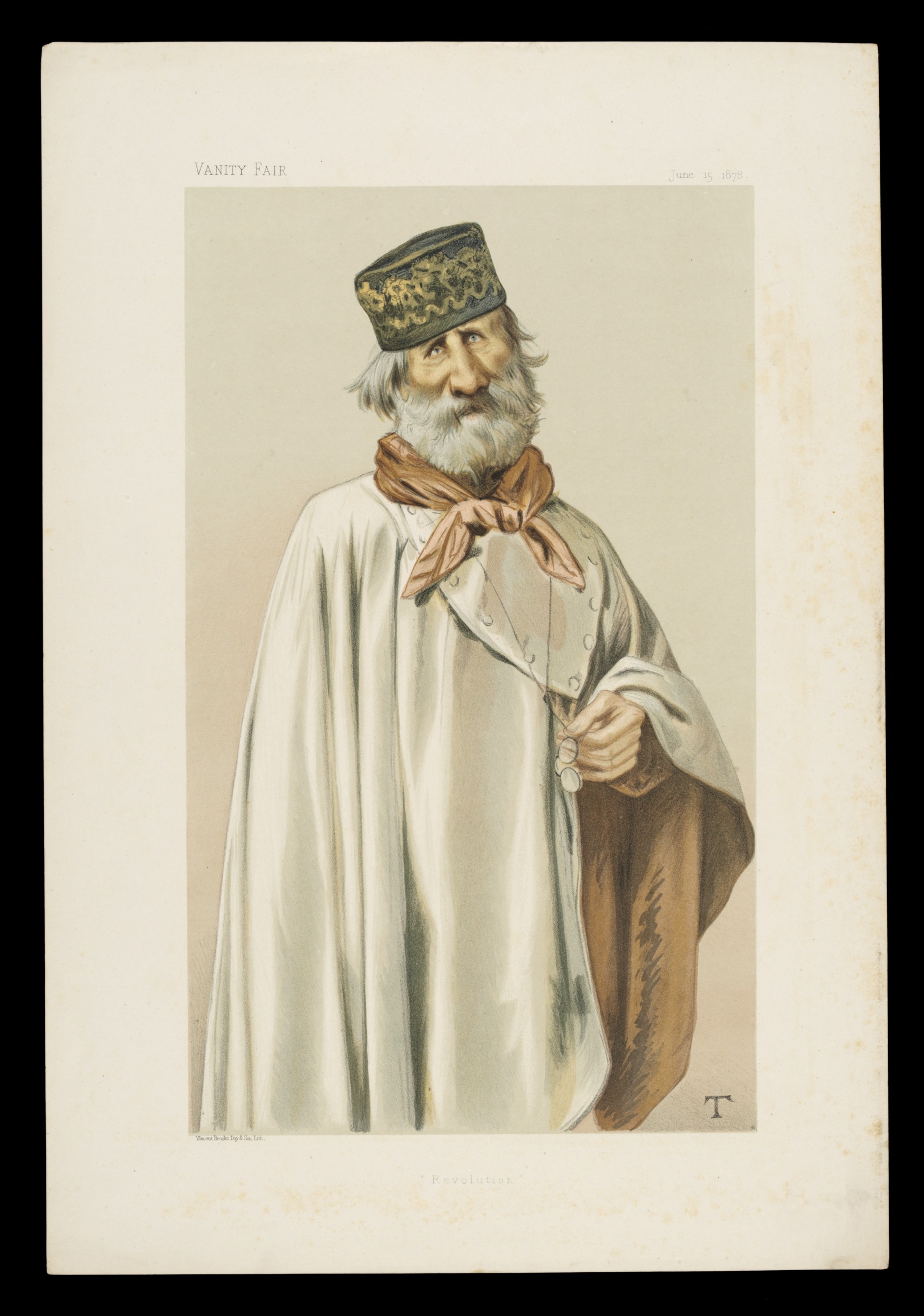
朱塞佩·加里波第将军画像，1878年6月15日刊载于《名利场 （页面存档备份，存于）》（英国1868-1914年刊行的政治、文化与社会杂志）。
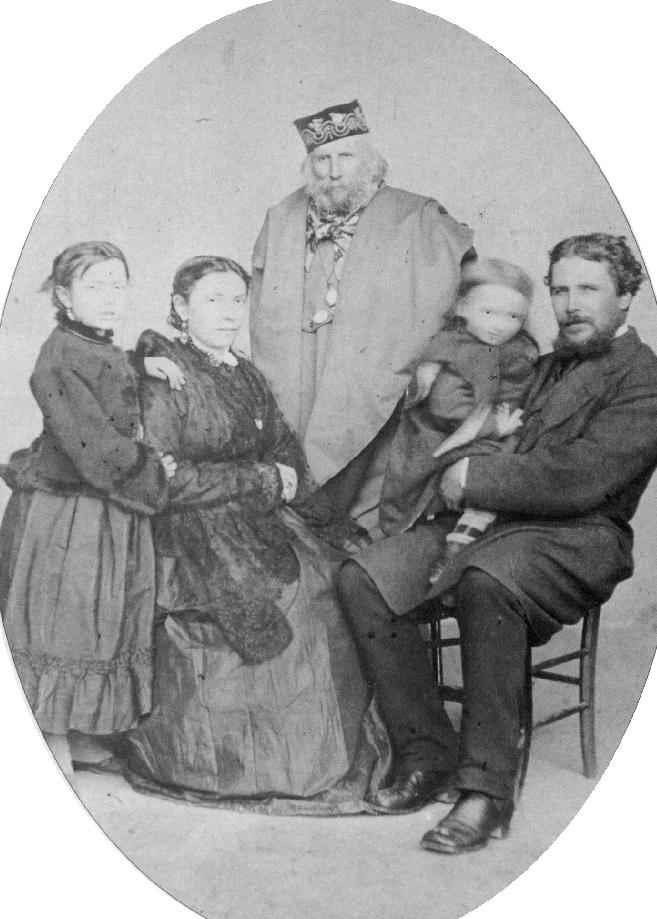
1875年的朱塞佩·加里波第。照片中人从左到右依次还有：女儿克莱莉娅（Clelia）、妻子弗兰切丝卡·阿尔莫西诺、孙子曼廖（Manlio）、儿子梅诺蒂。
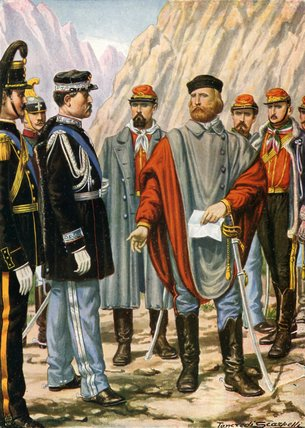
加里波第因應要求停止对特伦托进行军事活动。
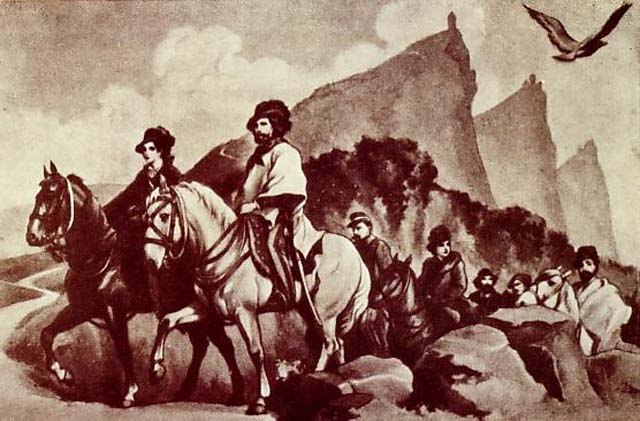
朱塞佩·加里波第与阿妮塔·加里波第逃往圣马力诺。
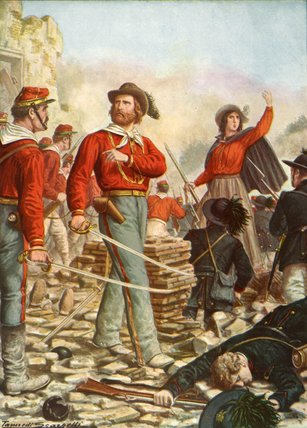
加里波第和妻子阿妮塔保卫罗马，1849年。
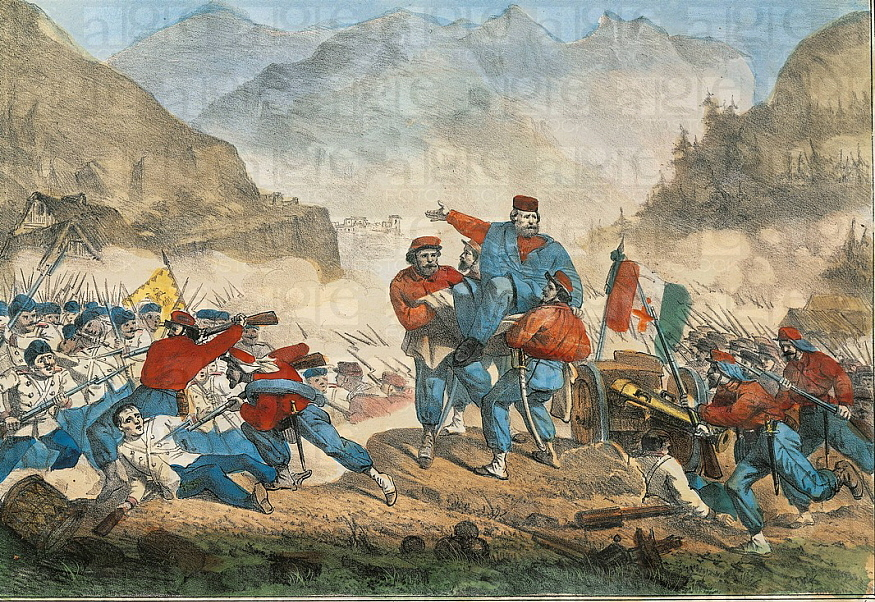
第三次独立战争——加里波第在贝泽卡战役期间组织部队。
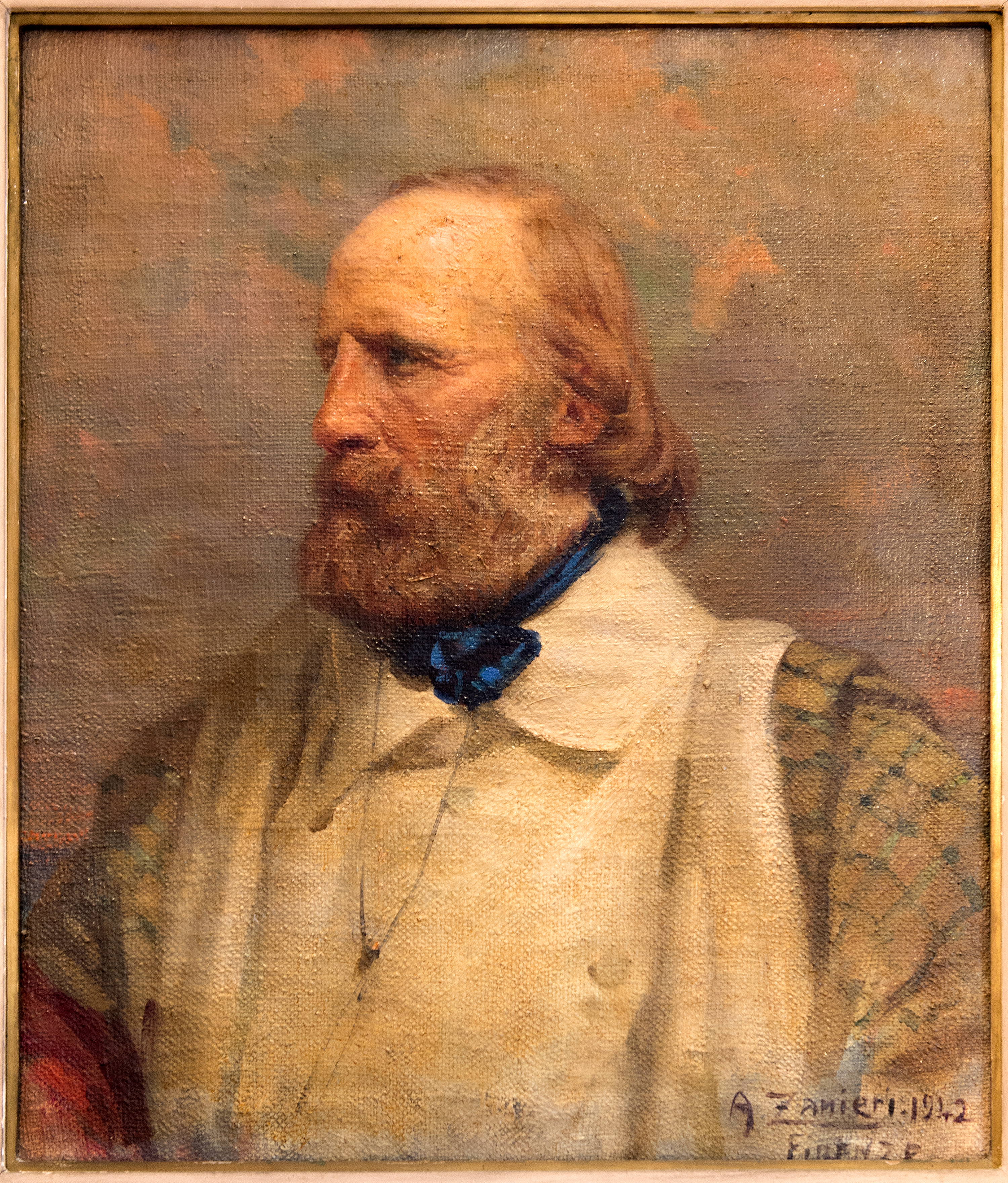
加里波第油画。A·扎涅里（A. Zanieri）绘。位于乌拉圭蒙得维的亚国家历史博物馆朱塞佩·加里波第厅。
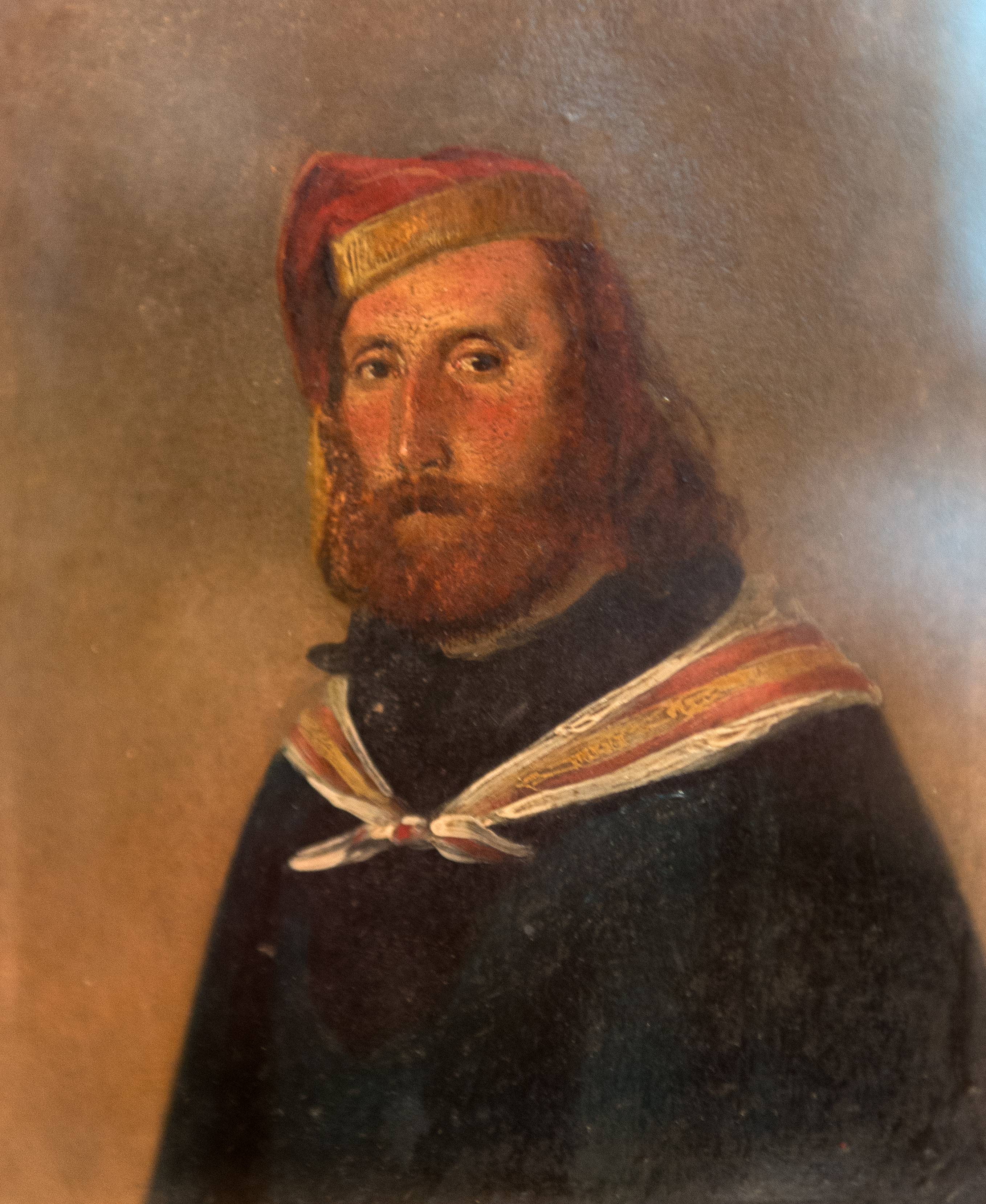
加里波第油画。卡耶塔诺·卡利诺（Cayetano Gallino）绘。位于乌拉圭蒙得维的亚国家历史博物馆朱塞佩·加里波第厅。
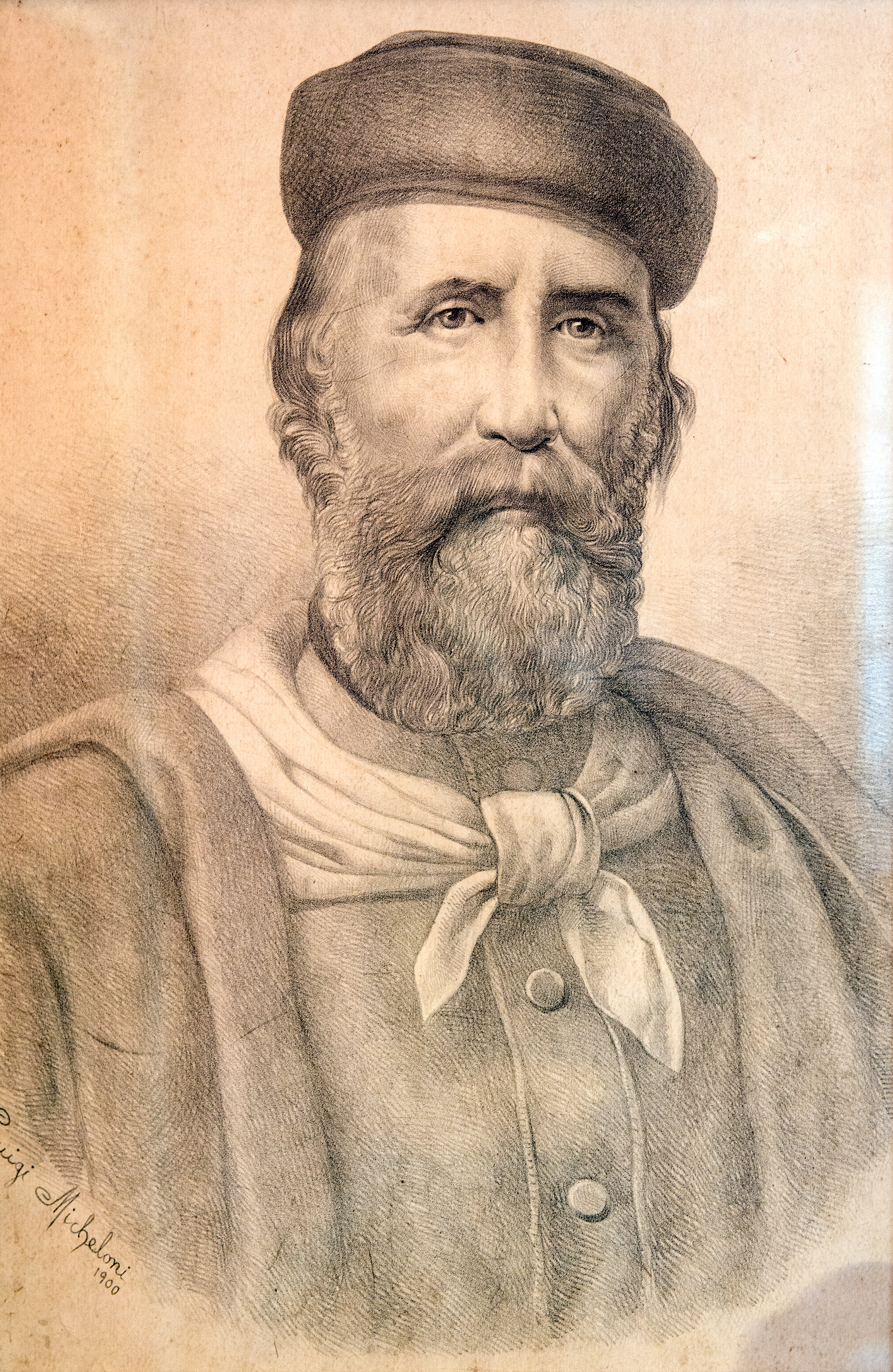
加里波第平版印刷图。路易吉·米凯洛尼（Luigi Micheloni）制作。位于乌拉圭蒙得维的亚国家历史博物馆朱塞佩·加里波第厅。
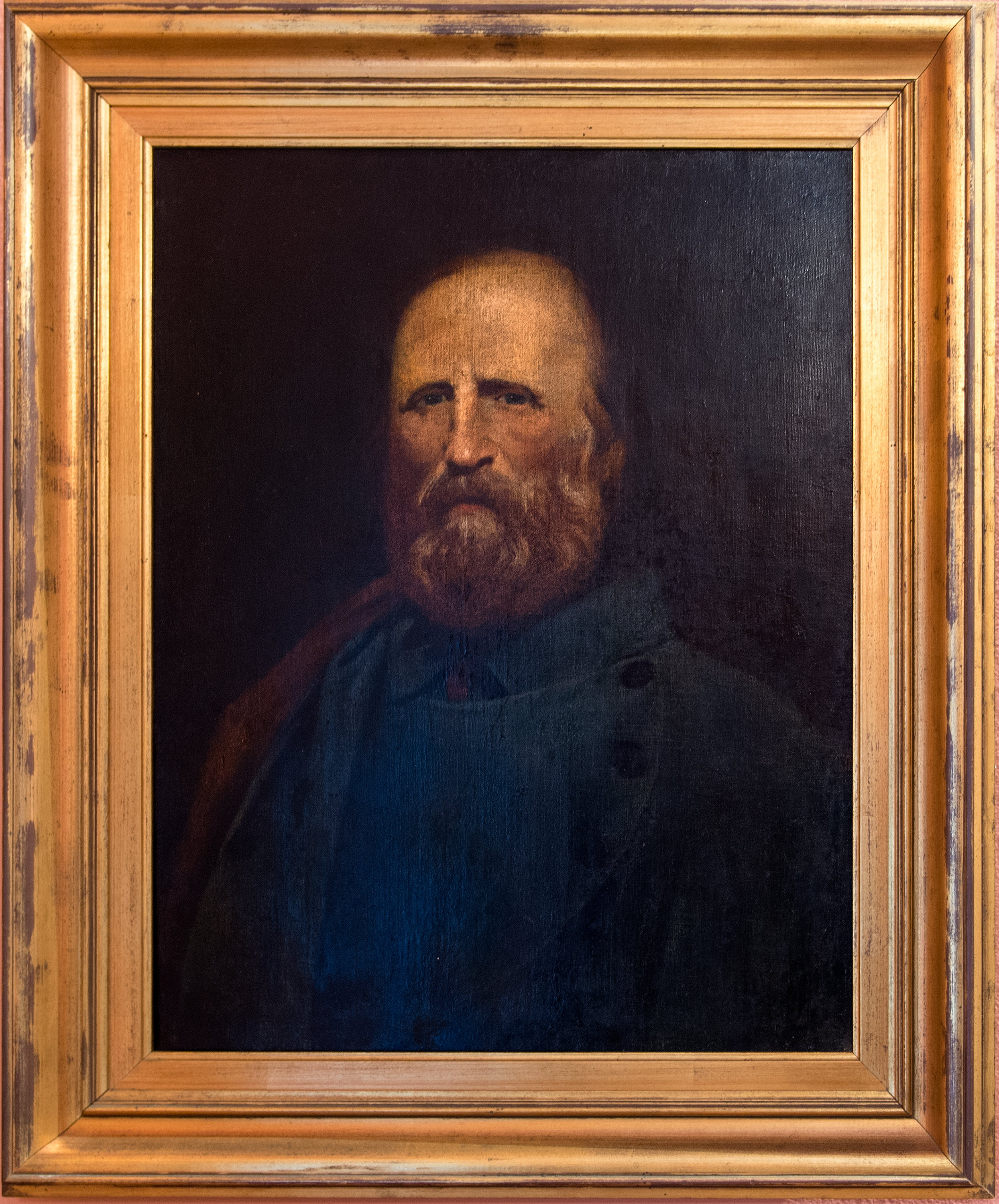
加里波第油画。卡耶塔诺·卡利诺（Cayetano Gallino）绘。位于乌拉圭蒙得维的亚国家历史博物馆朱塞佩·加里波第厅。

## 参见

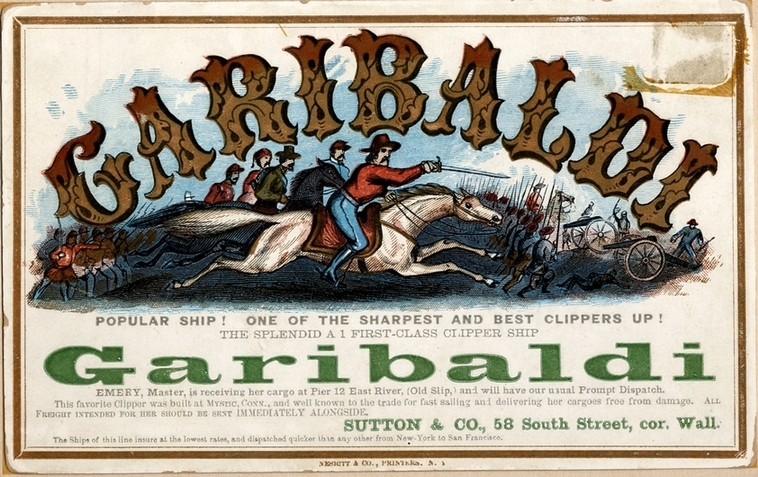
“加里波第号”（Garibaldi）快速帆船航行通知单

## 家庭谱系图
|        |        |        |        |                   |                   |                   |                   |                   |                   |            |            |                  |                  | 朱塞佩·加里波第  | 朱塞佩·加里波第  | 朱塞佩·加里波第  | 朱塞佩·加里波第  | 朱塞佩·加里波第 | 朱塞佩·加里波第 |                      |                      | 阿妮塔               | 阿妮塔               | 阿妮塔               | 阿妮塔               | 阿妮塔         | 阿妮塔         |                |                |        |        |        |        |        |        |                                                            |                                                            |                                                            |                                                            |                                                            |                                                            |            |            |            |            |  |  |            |            |            |            |            |            |  |  |  |  |  |  |  |  |
|        |        |        |        |                   |                   |                   |                   |                   |                   |            |            |                  |                  | 朱塞佩·加里波第  | 朱塞佩·加里波第  | 朱塞佩·加里波第  | 朱塞佩·加里波第  | 朱塞佩·加里波第 | 朱塞佩·加里波第 |                      |                      | 阿妮塔               | 阿妮塔               | 阿妮塔               | 阿妮塔               | 阿妮塔         | 阿妮塔         |                |                |        |        |        |        |        |        |                                                            |                                                            |                                                            |                                                            |                                                            |                                                            |            |            |            |            |  |  |            |            |            |            |            |            |  |  |  |  |  |  |  |  |
|        |        |        |        |                   |                   |                   |                   |                   |                   |            |            |                  |                  |                  |                  |                  |                  |                 |                 |                      |                      |                      |                      |                      |                      |                |                |                |                |        |        |        |        |        |        |                                                            |                                                            |                                                            |                                                            |                                                            |                                                            |            |            |            |            |  |  |            |            |            |            |            |            |  |  |  |  |  |  |  |  |
|        |        |        |        |                   |                   |                   |                   |                   |                   |            |            |                  |                  |                  |                  |                  |                  |                 |                 |                      |                      |                      |                      |                      |                      |                |                |                |                |        |        |        |        |        |        |                                                            |                                                            |                                                            |                                                            |                                                            |                                                            |            |            |            |            |  |  |            |            |            |            |            |            |  |  |  |  |  |  |  |  |
|        |        |        |        | 梅诺蒂（Menotti） | 梅诺蒂（Menotti） | 梅诺蒂（Menotti） | 梅诺蒂（Menotti） | 梅诺蒂（Menotti） | 梅诺蒂（Menotti） |            |            | 萝西塔（Rosita） | 萝西塔（Rosita） | 萝西塔（Rosita） | 萝西塔（Rosita） | 萝西塔（Rosita） | 萝西塔（Rosita） |                 |                 | 特蕾西塔（Teresita） | 特蕾西塔（Teresita） | 特蕾西塔（Teresita） | 特蕾西塔（Teresita） | 特蕾西塔（Teresita） | 特蕾西塔（Teresita） |                |                | 里乔蒂         | 里乔蒂         | 里乔蒂 | 里乔蒂 | 里乔蒂 | 里乔蒂 |        |        | 哈丽特·康斯坦丝·霍普克拉夫特（Harriet Constance Hopcraft） | 哈丽特·康斯坦丝·霍普克拉夫特（Harriet Constance Hopcraft） | 哈丽特·康斯坦丝·霍普克拉夫特（Harriet Constance Hopcraft） | 哈丽特·康斯坦丝·霍普克拉夫特（Harriet Constance Hopcraft） | 哈丽特·康斯坦丝·霍普克拉夫特（Harriet Constance Hopcraft） | 哈丽特·康斯坦丝·霍普克拉夫特（Harriet Constance Hopcraft） |            |            |            |            |  |  |            |            |            |            |            |            |  |  |  |  |  |  |  |  |
|        |        |        |        | 梅诺蒂（Menotti） | 梅诺蒂（Menotti） | 梅诺蒂（Menotti） | 梅诺蒂（Menotti） | 梅诺蒂（Menotti） | 梅诺蒂（Menotti） |            |            | 萝西塔（Rosita） | 萝西塔（Rosita） | 萝西塔（Rosita） | 萝西塔（Rosita） | 萝西塔（Rosita） | 萝西塔（Rosita） |                 |                 | 特蕾西塔（Teresita） | 特蕾西塔（Teresita） | 特蕾西塔（Teresita） | 特蕾西塔（Teresita） | 特蕾西塔（Teresita） | 特蕾西塔（Teresita） |                |                | 里乔蒂         | 里乔蒂         | 里乔蒂 | 里乔蒂 | 里乔蒂 | 里乔蒂 |        |        | 哈丽特·康斯坦丝·霍普克拉夫特（Harriet Constance Hopcraft） | 哈丽特·康斯坦丝·霍普克拉夫特（Harriet Constance Hopcraft） | 哈丽特·康斯坦丝·霍普克拉夫特（Harriet Constance Hopcraft） | 哈丽特·康斯坦丝·霍普克拉夫特（Harriet Constance Hopcraft） | 哈丽特·康斯坦丝·霍普克拉夫特（Harriet Constance Hopcraft） | 哈丽特·康斯坦丝·霍普克拉夫特（Harriet Constance Hopcraft） |            |            |            |            |  |  |            |            |            |            |            |            |  |  |  |  |  |  |  |  |
|        |        |        |        |                   |                   |                   |                   |                   |                   |            |            |                  |                  |                  |                  |                  |                  |                 |                 |                      |                      |                      |                      |                      |                      |                |                |                |                |        |        |        |        |        |        |                                                            |                                                            |                                                            |                                                            |                                                            |                                                            |            |            |            |            |  |  |            |            |            |            |            |            |  |  |  |  |  |  |  |  |
|        |        |        |        |                   |                   |                   |                   |                   |                   |            |            |                  |                  |                  |                  |                  |                  |                 |                 |                      |                      |                      |                      |                      |                      |                |                |                |                |        |        |        |        |        |        |                                                            |                                                            |                                                            |                                                            |                                                            |                                                            |            |            |            |            |  |  |            |            |            |            |            |            |  |  |  |  |  |  |  |  |
|        |        |        |        |                   |                   |                   |                   |                   |                   |            |            |                  |                  |                  |                  |                  |                  |                 |                 |                      |                      |                      |                      |                      |                      |                |                |                |                |        |        |        |        |        |        |                                                            |                                                            |                                                            |                                                            |                                                            |                                                            |            |            |            |            |  |  |            |            |            |            |            |            |  |  |  |  |  |  |  |  |
| 佩皮诺 | 佩皮诺 | 佩皮诺 | 佩皮诺 | 佩皮诺            | 佩皮诺            |                   |                   | 康斯坦蒂诺        | 康斯坦蒂诺        | 康斯坦蒂诺 | 康斯坦蒂诺 | 康斯坦蒂诺       | 康斯坦蒂诺       |                  |                  | 阿妮塔（Anita）  | 阿妮塔（Anita）  | 阿妮塔（Anita） | 阿妮塔（Anita） | 阿妮塔（Anita）      | 阿妮塔（Anita）      |                      |                      | 埃齐奥（Ezio）       | 埃齐奥（Ezio）       | 埃齐奥（Ezio） | 埃齐奥（Ezio） | 埃齐奥（Ezio） | 埃齐奥（Ezio） |        |        | 布鲁诺 | 布鲁诺 | 布鲁诺 | 布鲁诺 | 布鲁诺                                                     | 布鲁诺                                                     |                                                            |                                                            | 未知的儿子                                                 | 未知的儿子                                                 | 未知的儿子 | 未知的儿子 | 未知的儿子 | 未知的儿子 |  |  | 未知的儿子 | 未知的儿子 | 未知的儿子 | 未知的儿子 | 未知的儿子 | 未知的儿子 |  |  |  |  |  |  |  |  |

### 引用
1. 1 2  .   [6 March 2014]. （原始内容存档于2014-02-26）.
2. ↑  «Come è noto Garibaldi maturò un forte anticlericalismo, per quanto non fosse ateo, ma anzi profondamente religioso e, una volta iniziato alla massoneria, "appassionatamente credente nel suo Ente deistico"» in Garibaldi: cultura e ideali Atti del LXIII congresso di storia del Risorgimento italiano (a cura di Stefania Bonanni). Roma, Istituto per la storia del Risorgimento italiano, 2008, p.511.
3. ↑  Baptismal record: "Die 11 d.i (giugno 1766) Dominicus Antonina Filius Angeli Garibaldi q. Dom.ci et Margaritae Filiae q. Antonij Pucchj Coniugum natus die 9 huius et hodie baptizatus fuit a me Curato Levantibus Io. Bapta Pucchio q. Antonij, et Maria uxore Agostini Dassi." (Chiavari, Archive of the Parish Church of S. Giovanni Battista, Baptismal Record, vol. n. 10 (dal 1757 al 1774), p. 174).
4. ↑  (often wrongly reported as Raimondi, but Status Animarum and Death Records all report the same name "Raimondo") Baptismal record from the Parish Church of S. Giovanni Battista in Loano: "1776, die vigesima octava Januarij. Ego Sebastianus Rocca praepositus hujus parrochialis Ecclesiae S[anct]i Joannis Baptistae praesentis loci Lodani, baptizavi infantem natam ex Josepho Raimimdi q. Bartholomei, de Cogoleto, incola Lodani, et [Maria] Magdalena Conti conjugibus, cui impositum est nomen Rosa Maria Nicolecta: patrini fuerunt D. Nicolaus Borro q. Benedicti de Petra et Angela Conti Joannis Baptistae de Alessio, incola Lodani." Il trafugamento di Giuseppe Garibaldi dalla pineta di Ravenna a Modigliana ed in Liguria, 1849, di Giovanni Mini, Vicenza 1907 – Stab. Tip. L. Fabris.
5. 1 2  Kleis, Sascha M.  [The Lion of Caprera]. Damals（往事）. 2012, (6): 57–59 （德语）.
6. ↑  A. Werner, Autobiography of Giuseppe Garibaldi, Vol. III, Howard Fertig, New York (1971) p. 68.
7. ↑  G. M. Trevelyan, Garibaldi's Defence of the Roman Republic, Longmans, London (1907) p. 227.
8. 1 2 3 4 5 6 7  Garibaldi, Giuseppe. . Walter Smith and Innes. 1889: 54-69.
9. 1 2  Jackson, Kenneth T. . The New York Historical Society and Yale University Press. 1995: 451.
10. ↑  Bell, David. Ships, Strikes and Keelmen: Glimpses of North-Eastern Social History, 2001 ISBN 978-1-901237-26-9.
11. ↑  Hibbert, Christopher. Garibaldi and His Enemies. New York: Penguin Books, 1987. p. 171.
12. ↑  Shepard B. Clough et al., A History of the Western World (1964) p. 948.
13. ↑  Mack Smith, pp. 69-70.
14. ↑  Mack Smith, p. 70.
15. ↑  Carroll, Rory. . The Guardian (Guardian News and Media Limited). 8 February 2000  [3 June 2008]. （原始内容存档于2011-03-22）.
16. ↑  Mack Smith, p. 72.
17. ↑  Laurenza, Vincenzo.  (PDF). B. Cellini. 1932: 143–161  [2015-04-06]. （原始内容存档 (PDF)于2020-12-17）.
18. ↑  Diamond, Michael. . Anthem Press. 2003: 50–53. ISBN 1-84331-150-X.
19. ↑  . Bedford Borough Council. （原始内容存档于2012-05-25）.
20. ↑  Giuseppe Guerzoni, Garibaldi: con documenti editi e inediti, Florence, 1882, Vol. 11, 485.
21. ↑  Ridley, p. 602.
22. ↑  Ridley, p. 633.
23. ↑  . BBC News（英国广播公司新闻）. 26 July 2012  [2 October 2013]. （原始内容存档于2020-11-11）.
24. ↑  Alan Johnston. . BBC News. 14 January 2013  [2015-04-06]. （原始内容存档于2020-11-03）.
25. ↑  Garibaldi, Giuseppe. . 1889.
26. ↑  Garibaldi, Giuseppe; Alexandre Dumas, père（大仲马）. . 1861.
27. ↑  . L.S. Olschki. 1988  [21 February 2011]. ISBN 978-88-222-3609-8. （原始内容存档于2020-08-01）.
28. ↑  Garibaldi – the mason （页面存档备份，存于） Translated from Giuseppe Garibaldi Massone by the Grand Orient of Italy.
29. ↑  .   [2012-08-18]. （原始内容存档于2014-02-22）.
30. ↑  Denis Mack Smith (Editor), Garibaldi (Great Lives Observed), Prentice Hall, Englewood Cliffs, N.J. (1969) p. 76.
31. ↑  . Internet Movie Data Base（互联网电影数据库）.   [19 October 2012]. （原始内容存档于2020-07-03）.
32. 1 2 3  厦门网新闻. 《意大利专家来厦揭秘：加里波第曾在厦逗留27天》 的存檔，存档日期2015-04-11.. 2010年4月20日. （中文）
33. 1 2 3  中国新闻网. 《意大利开国元勋曾用63字描述自己中国之旅》 （页面存档备份，存于）. 2011年11月17日. （中文）
34. ↑  中国共产党新闻网. 《毛泽东读<拿破仑传>》 （页面存档备份，存于）. 2013年8月5日. “毛泽东后来多次回忆，在信仰马克思主义之前，他主要相信西方的思想。1959年5月15日会见外宾还明确说：‘我崇拜华盛顿、拿破仑、加里波第，看他们的传记。’” （中文）
35. ↑  网易. . www.163.com. 2023-07-08  [2024-11-28]. （原始内容存档于2025-04-26）.